# Cine español

Imagen ilustrativa de una claqueta con la bandera de España

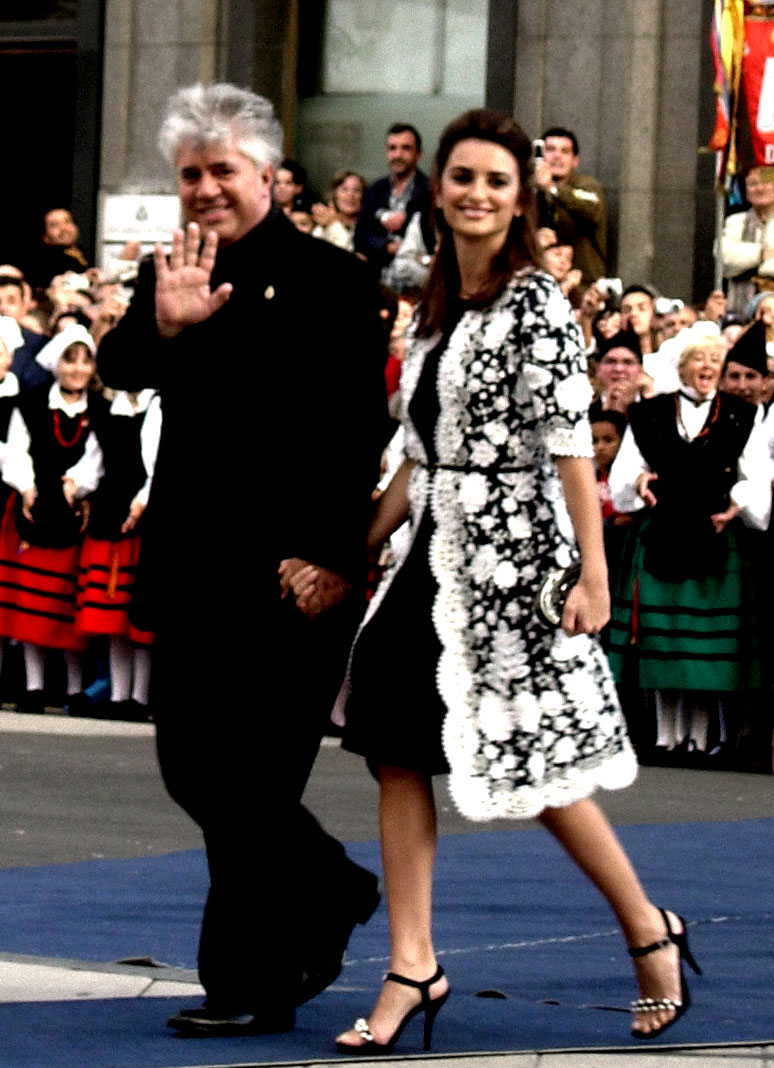
Pedro Almodóvar y Penélope Cruz en Oviedo en la entrega del Premio Príncipe de Asturias de las Artes

Con el nombre de cine español se conoce a las producciones cinematográficas rodadas por españoles o en España. A lo largo de su historia, el cine de dicho país ha logrado ofrecer algunas figuras de primer nivel, entre las que destacan: Luis Buñuel, director cuya producción tuvo una gran influencia en Europa (a través de Francia) e Iberoamérica (a través de México) y Pedro Almodóvar. Pero se deben citar muchos otros nombres como Segundo de Chomón, Florián Rey, Juan Antonio Bardem, José Luis Sáenz de Heredia, Luis García Berlanga, Carlos Saura, Jesús Franco, Antonio Isasi-Isasmendi, Mario Camus, Víctor Erice, José Luis Garci, Mariano Ozores, José Luis Cuerda, Fernando Trueba, Jesús Franco, Isabel Coixet, Álex de la Iglesia, Alejandro Amenábar, Santiago Segura o Juan Antonio Bayona.
Otras vertientes han obtenido menos repercusión internacional. Solo el director artístico Gil Parrondo, ganador de dos Óscar de Hollywood, y el director de fotografía Néstor Almendros (que desarrolló toda su trayectoria fuera de España) o los actores José Isbert, Paco Martínez Soria, José Luis López Vázquez, Fernando Rey, Francisco Rabal, Fernando Fernán Gómez, Antonio Banderas y Javier Bardem y las actrices Imperio Argentina, Sara Montiel, Carmen Sevilla, Ángela Molina, Victoria Abril, Carmen Maura, Maribel Verdú y Penélope Cruz, han obtenido cierta fama mundial, generalmente por sus trabajos fuera de España.

## Historia del cine español
Como señalan los autores del libro Cine español en cien películas (2002), Miguel Ángel Barroso y Fernando Gil Delgado, «la historia del cine español es parte integrante de la historia del siglo XX y no un simple "adorno cultural"... la cronología de nuestro cine es parte de la historia de nuestro país». En efecto el cine es un espejo de la realidad y de la sociedad de la época en que fue realizado.

### Inicios

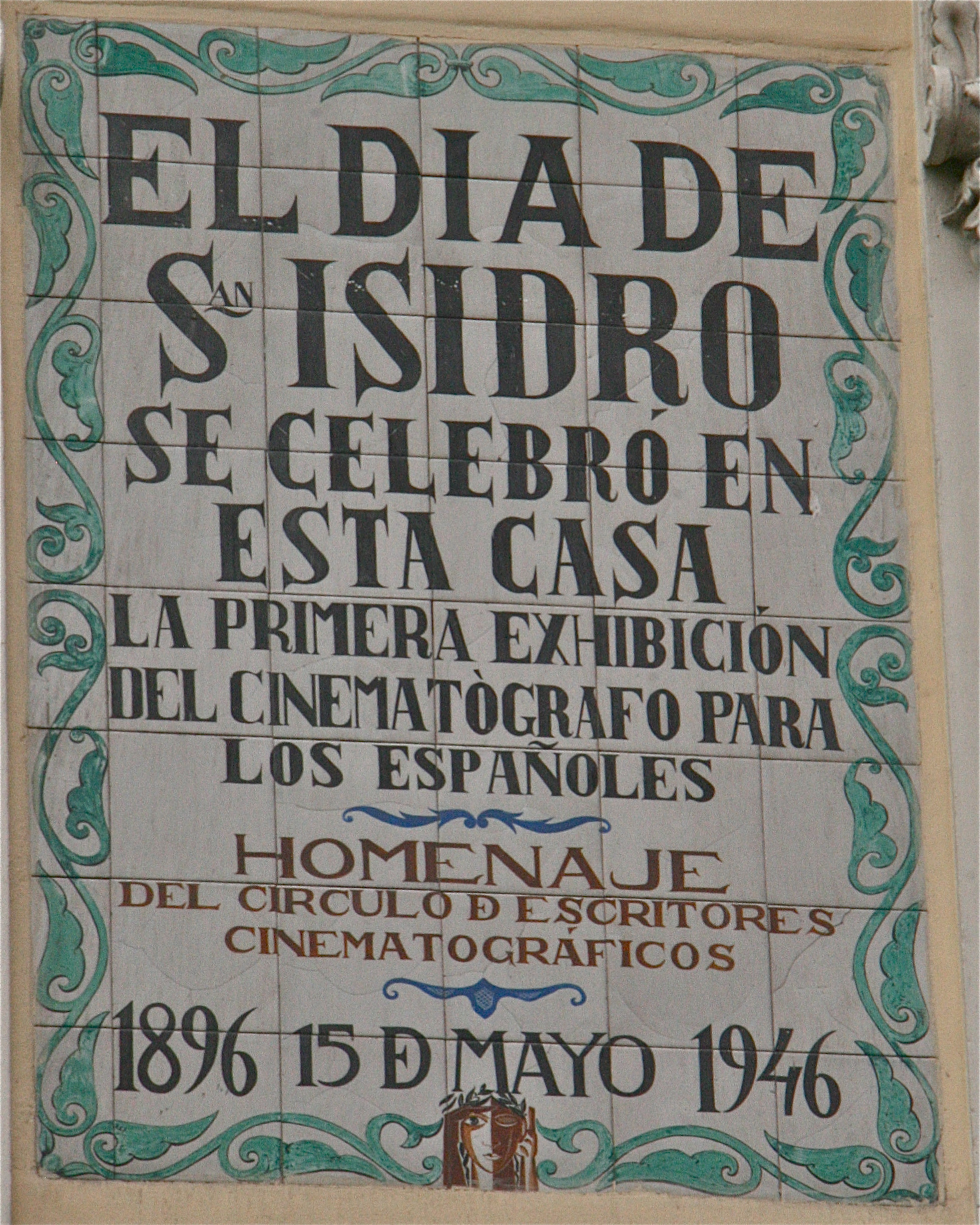
Homenaje a la primera proyección cinematográfica en Madrid

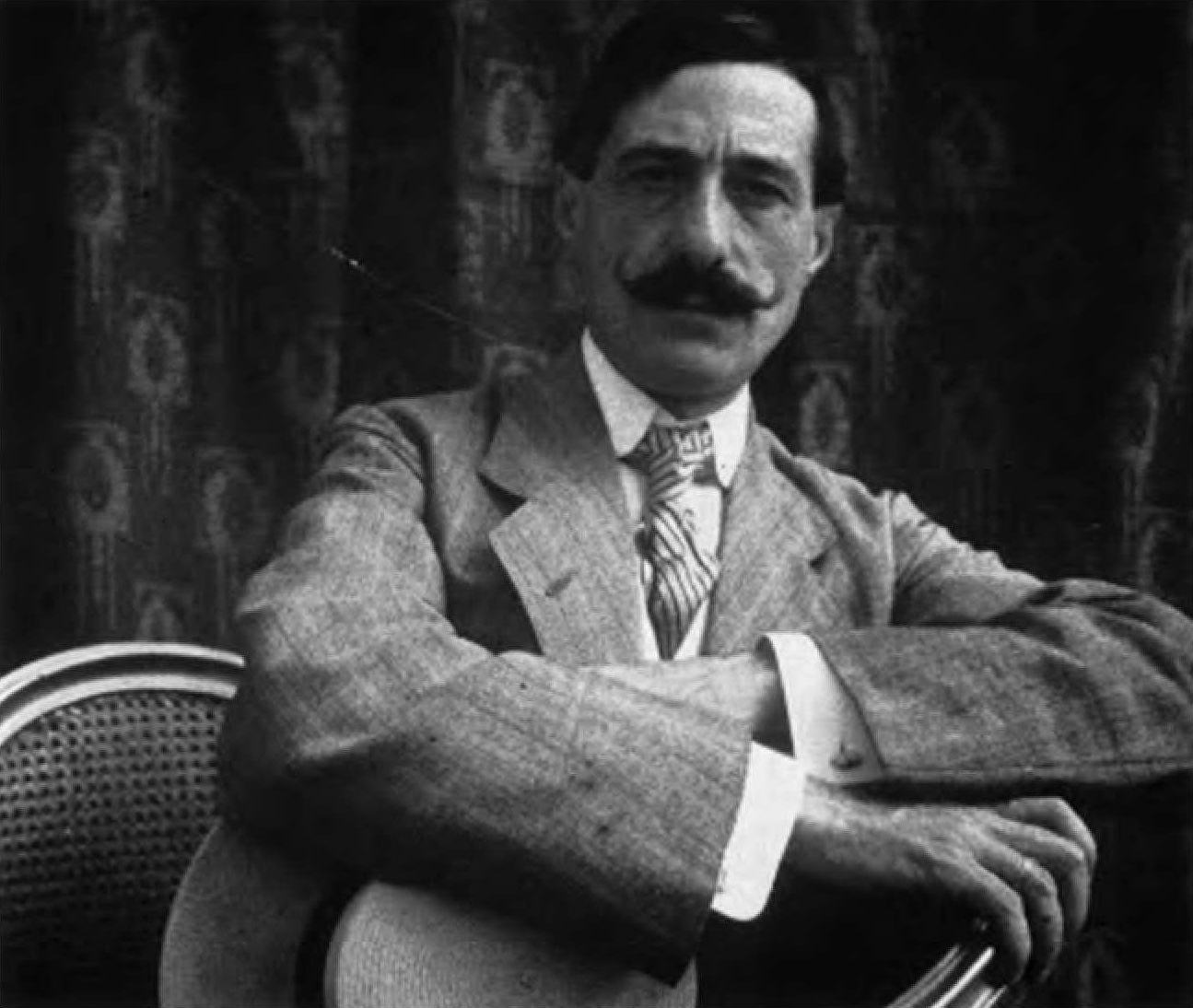
Segundo de Chomón fue el primer director español de éxito internacional

Las primeras exhibiciones cinematográficas en España tuvieron lugar en Madrid en mayo de 1896. Por una parte, el día 11 de mayo el estadounidense de origen húngaro Edwin Rousby presentó a la prensa el Animatógrafo, un sistema también conocido como Teatrograph, derivado del Kinetoscopio de Edison, modificado por el inglés Robert W. Paul. La proyección tuvo lugar en el Circo Price de la plaza del Rey. Dos días después, lo presentó ante el público general madrileño. Al día siguiente, el 14 de mayo, se presentaron en un pase privado a la prensa las imágenes del Cinematógrafo Lumière traídas por Jean Busseret, representante de los inventores lioneses para la península Ibérica. El 15 de mayo de 1896, durante la festividad de San Isidro Labrador -patrón de la ciudad- se presentó la proyección ante el gran público madrileño. La exhibición tuvo lugar en uno de los salones del actualmente desaparecido Hotel Rusia, ubicado en el número 34 de la céntrica Carrera de San Jerónimo.
Desde 1896, muchos fueron, extranjeros u oriundos, quienes explotaron el nuevo invento por toda la Península: Charles Kalb, Eduardo Moreno, Eduardo Jimeno, Antonio de la Rosa, Juan Minuesa, Alexandre de Azevedo, Joseph Sellier, Miguel Pellicer Sifre…
A Alexandre Promio se deben las primeras cintas rodadas en España en Barcelona y Madrid, en junio de 1896, para la casa Lumière. A esta presentación asistió gente pudiente, aristócratas y empresarios de negocios de variedades y atracciones. Era un público muy expectante, que buscaba hacer un buen negocio, ya que Promio vendía también las cámaras de cine y las películas. 
A él le siguieron otros extranjeros como William Harry Short, Alexandre de Azevedo, etc.
Los primeros españoles que rodaron películas lo hicieron en 1897 como en el caso de Eduardo Moreno o Joseph Sellier. A este último se debe la película desaparecida El Entierro del General Sánchez Bregua (junio de 1897). Eduardo Jimeno Correas, si bien fue un pionero importante, no llegó a rodar películas hasta el año 1899. Había adquirido un aparato Lumière en julio de 1897 y solo se conocen rodajes dos años más tarde, como el tan celebrado y famoso Salida de misa de doce del Pilar de Zaragoza. También rodó otra película a la cual se le ha dado el nombre de Los saludos.
En esta etapa la gran mayoría de producciones era la documentación de eventos o sucesos, como fiestas o celebraciones políticas y culturales. Este género de reportaje llamado vistas superaba al cine de ficción, el cual existía pero era poco popular en el momento. Esto se debe a que en el momento el espectador solo veía al cine como un medio para recibir estímulos o impactos visuales, más comparable a una atracción de feria que a un arte como tal. Por esto, al cine de la época se le conoce como cine de atracciones.
La primera película española con argumento fue Riña en un café (1897), del prolífico fotógrafo y director barcelonés Fructuós Gelabert. El primer director español de éxito internacional fue el turolense Segundo de Chomón. Entre sus aportaciones al cine se encuentra el sistema de coloreado artificial cinemacoloris y un gran número de innovaciones en efectos especiales, como el uso de maquetas que podemos ver en Choque de Trenes (1902) o de las sobreimpresiones en Pulgarcito (1903).

### El auge del cine mudo y la transición hacia el cine sonoro
En 1914, Barcelona es el centro de la industria cinematográfica del país. Se inicia el predominio de las llamadas «españoladas», que exageraban el carácter español, y que habría de durar hasta la década de 1980. Destacaron las de Florián Rey protagonizadas por Imperio Argentina y Ricardo Núñez y la primera versión de Nobleza baturra (1925). También se realizaron dramas históricos, como Vida de Cristóbal Colón y su descubrimiento de América (1917), del francés Gerard Bourgeois, adaptaciones de folletines como Los misterios de Barcelona (1916) de Joan Maria Codina, obras teatrales, como la de Don Juan Tenorio, de Ricardo Baños, y zarzuelas. El mismo Jacinto Benavente, quien diría que «en el cine me pagan los desperdicios», rodó versiones de sus obras teatrales.
En 1928, Ernesto Giménez Caballero y Luis Buñuel fundaron en Madrid el primer cineclub. Para entonces, la capital era el primer centro industrial fílmico, con 28 de los 144 títulos existentes. 
El drama rural La aldea maldita (1930) de Florián Rey se convierte en un éxito en París, donde, al mismo tiempo, Buñuel y Dalí estrenaban Un perro andaluz, ambas silentes.
El cine mudo español tuvo una gran envergadura en cuanto al número de películas producidas y al de empresas productoras, a pesar de la escasez de medios de los que disponía debido a la falta de financiación por parte de la burguesía, que no veía el potencial de la industria.
En Estados Unidos, la cantante española Concha Piquer participó en 1923 en el primer cortometraje sonoro de habla hispana con sonido sincronizado por el Phonofilm de Lee De Forest titulado From far Seville. Asimismo, Piquer rodó en París la película silente El Negro que tenía el alma blanca (1927) y la película parcialmente sonorizada La bodega (1930), ambas dirigida por Benito Perojo.
Aunque previamente Lee De Forest ya había había hecho exhibiciones en pases privados en España, el 13 de junio de 1927 el inventor estadounidense muestra cortometrajes sonoros de Phonofilm en el cine Kursaal de Barcelona.
El 19 de septiembre de 1929 tuvo lugar la primera proyección de un largometraje sonoro en cines para el gran público. Se trató de la cinta musical estadounidense La canción de París (Innocents of Paris) del director Richard Wallace. El largometraje fue exhibido en el cine Coliseum de Barcelona, donde se habían instalado los equipos de reproducción sonora de la Western Electric al pertenecer al circuito de la Paramount.
En octubre de 1929, Francisco Elías Riquelme comenzó el rodaje en Madrid de El misterio de la Puerta del Sol, estrenada en enero de 1930, la segunda película sonora del cine español. Apenas cuatro días antes, se había estrenado la primera película sonora: Fútbol, amor y toros dirigida por Florián Rey. Sin embargo, a diferencia de la anterior no se ha encontrado ninguna copia. En la transición al sonoro encontramos otros múltiples ejemplos anteriores a 1932, con distintas soluciones para la sonorización que van desde producir en estudios extranjeros hasta un cierto imperialismo hollywoodiense, tomando a empleados hispanohablantes, pasando por la sonorización a posteriori dentro del país o no. Por ello, las formas de sonorizar primigenias en el ámbito español son cuatro:
- Producción en estudios alemanes, franceses o ingleses, caso de La canción del día (George Berthold Samuelson, 1930), La bodega (Benito Perojo, 1929) o El embrujo de Sevilla (Benito Perojo, 1930).
- La sonorización a posteriori y en el extranjero de filmes rodados mudos en España, caso de La aldea maldita (Florián Rey, 1930), Yo quiero que me lleven a Hollywood (Edgar Neville, 1931) o el documental Salamanca (Leopoldo Alonso, 1930).
- La sonorización a posteriori y con discos en estudios españoles, caso de Futbol, amor y toros (Florián Rey, 1929).
- La emigración profesional de hispanohablantes al ámbito hollywoodiense, dando lugar a versiones castellanas de filmes angloamericanos y a versiones únicas de guiones originales hispanos. Es el caso de Mamá (Benito Perojo, 1931), producida por la FOX.[11]

La última película muda española fue Los hijos mandan (1930) dirigida por Antonio Martínez Ferri. Fue rodada en diciembre de 1929, pero no llegó a estrenarse ante el gran público debido a la irrupción del cine sonoro.

### La crisis del cine sonoro y el cine de la Segunda República

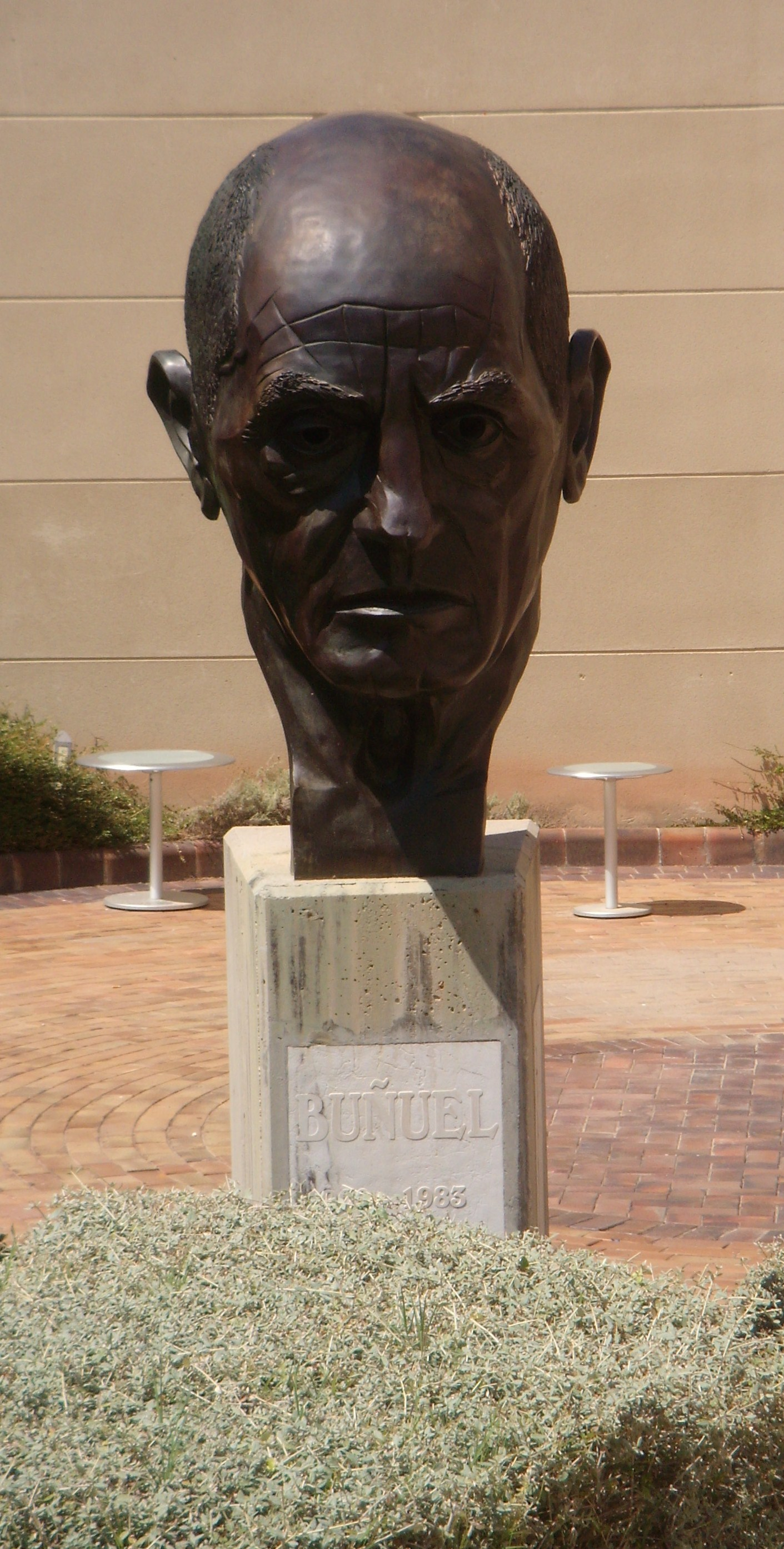
Cabeza de Luis Buñuel, obra del escultor Iñaki, en el Centro Buñuel de Calanda.

En 1931, la llegada de producciones extranjeras con sonido hunde la producción nacional, que se reduce únicamente a cuatro títulos. Entre ellas, destacó Yo quiero que me lleven a Hollywood de Edgar Neville.
El 15 de marzo de 1932, Manuel Casanova funda en Valencia la Compañía Industrial Film Española S.A. (más conocida por su acrónimo «Cifesa»), la productora más importante que hasta entonces había tenido el país y era considerada como derechista.[cita requerida] Dos días más tarde, se constituyen los estudios CEA. Situados en Ciudad Lineal (Madrid), se componían de seis platós de rodajes, laboratorios fotográficos y de montaje, talleres de decorados, camerinos para los actores y áreas de descanso con una piscina.
Ese año se ruedan seis películas, incluida la primera película de Luis Buñuel en España, de carácter documental, Las Hurdes, tierra sin pan.
En 1933 se habían rodado ya 17 películas (4 en 1931, 6 en 1932 y 7 en 1933), y en 1934, 21, entre las cuales está el primer éxito del cine español sonoro La hermana San Sulpicio (1934) de Florián Rey.
La producción de filmes iría ascendiendo hasta las 24 películas rodadas en 1935. En estos años se consolidaron productoras y directores de películas que obtuvieron una importante aceptación popular, como Benito Perojo, a quien se deben la versión sonora de El negro que tenía el alma blanca (1934) y La verbena de la Paloma (1935), el mayor éxito del cine español de este período; o Florián Rey que se ocupa de la dirección de La hermana San Sulpicio (1934), Nobleza baturra (1935) y Morena Clara (1936). Este podría haber sido el comienzo de la consolidación de la industria cinematográfica española, pero el inicio de la Guerra Civil aborta los pequeños avances de la cinematografía de la Segunda República.

### La guerra y la posguerra
Desde 1936, los dos bandos empiezan a usar el cine como medio de propaganda. En el bando franquista, se crearía el Departamento Nacional de Cinematografía. Al concluir la guerra civil, numerosos profesionales del cine marcharían al exilio.
En el nuevo régimen, se instaura la censura y se impone la obligatoriedad del doblaje al castellano de todas las películas estrenadas en territorio nacional. Destacarían directores como Ignacio F. Iquino (El difunto es un vivo, de 1941), Rafael Gil (Huella de luz, de 1943), Juan de Orduña (Locura de amor, de 1948), Arturo Román, José Luis Sáenz de Heredia (Raza, de 1942, con guion del propio Franco) y, sobre todo, Edgar Neville (La torre de los siete jorobados, de 1944). Una de las cintas más destacables de estos años es la atípica Vida en sombras (1948), única película dirigida por Lorenzo Llobet Gràcia, protagonizada por Fernando Fernán Gómez e Isabel de Pomés, cuyo estreno se retrasó hasta 1953 por causa de la censura, lo que provocó su fracaso comercial y acabó con la carrera de su director.
CIFESA se impone como la productora más rentable de la época, cuyos largometrajes inspirados en episodios o personajes de relevancia histórica obtienen el beneplácito de las autoridades y a menudo el respaldo del público.
En la década de los cincuenta nacen dos importantes festivales de cine en España: el 21 de septiembre de 1953 nace el Festival de Cine de San Sebastián, y en 1956 tiene lugar la primera Semana Internacional de Cine de Valladolid o Seminci. 
Por su parte, Marcelino pan y vino (1955) de Ladislao Vajda es la primera película española en obtener el reconocimiento de la crítica y del público a nivel mundial, llegando a ganar el premio Oso de Plata de mejor director en el Festival de cine de Berlín y desataría una moda de niños actores, de la que formarían parte las películas protagonizadas con gran éxito por Joselito, Marisol, Rocío Dúrcal y Pili y Mili. Otras cintas destacables de 1955 son Orgullo, genuino western español de Manuel Mur Oti o la entrañable Historias de la radio de José Luis Sáenz de Heredia. Algo posterior es Fedra (1956) de Manuel Mur Oti.
En los años cincuenta y sesenta, la influencia del neorrealismo se hace evidente en nuevos directores como Antonio del Amo, José Antonio Nieves Conde con su película más destacada Surcos (1951), Manuel Mur Oti con Cielo Negro (1951), Juan Antonio Bardem con Muerte de un ciclista (1955) y Calle Mayor (1956), Marco Ferreri con Los chicos (1958), El pisito (1959) y El cochecito (1960), y Luis García Berlanga con Bienvenido, Mister Marshall (1952), Calabuch (1956), Los jueves, milagro (1957) y, sobre todo, Plácido (1961) y El verdugo (1963). En muchas de ellas interviene el que quizás sea al más importante guionista de la historia del cine español: Rafael Azcona. En las conversaciones de Salamanca, Bardem resumiría el cine de la postguerra en un manifiesto que se haría célebre por su dureza: «El cine español actual es políticamente ineficaz, socialmente falso, intelectualmente ínfimo, estéticamente nulo e industrialmente raquítico».
Juan de Orduña obtendría un clamoroso éxito comercial con El último cuplé, de 1957, protagonizada por Sara Montiel.
Buñuel volvería ocasionalmente a España para rodar Viridiana (1961) y Tristana (1970), basada en la novela de Benito Pérez Galdós y protagonizada por Catherine Deneuve y Fernando Rey. Ambas películas, especialmente la primera, causaron cierto escándalo en el contexto represivo de la dictadura franquista.

### El nuevo cine español

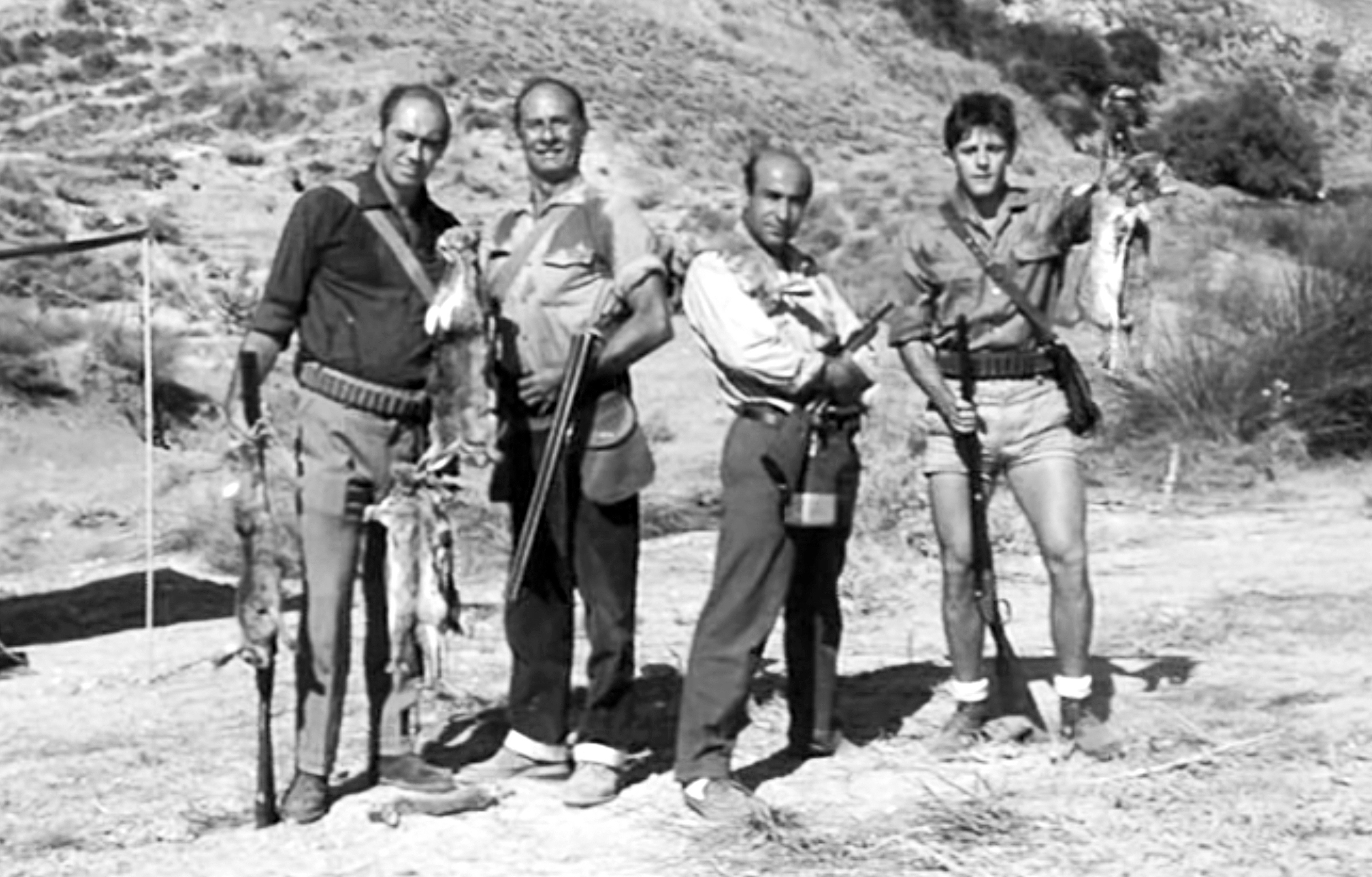
La caza (1966) de Carlos Saura

En 1962, José María García Escudero volvió a ocupar la Dirección General de Cine, impulsando las ayudas estatales y la Escuela Oficial de Cine, de la que saldría la mayoría de nuevos directores, generalmente de izquierdas y opuestos a la dictadura franquista. Entre estos destacan Mario Camus (Los farsantes, 1963; Young Sánchez, 1964); Miguel Picazo (La tía Tula, 1964); Francisco Regueiro (El buen amor, 1963); Manuel Summers (Del rosa al amarillo, 1963), Julio Diamante (Tiempo de amor, 1964), Basilio Martín Patino (Nueve cartas a Berta, 1965), Angelino Fons (La busca, 1966),  y, sobre todo, Carlos Saura (La caza, 1965). Ajeno a esta corriente, Fernando Fernán Gómez realizaría las clásicas El mundo sigue (1963) y El extraño viaje (1964). Mientras tanto, Orson Welles filmó la película Campanadas a medianoche, en 1965. 
En los años 70, la creciente relajación de la censura y la inminencia del fin del régimen franquista produjeron el viraje hacia un cine más atrevido con directores como Eloy de la Iglesia (La semana del asesino, 1972), Jaime de Armiñán, procedente de la televisión y que obtuvo sendos éxitos de taquilla con Mi querida señorita (1971) y ¡Jo, papá! (1975), José Luis Borau (Furtivos, 1975), Juan Estelrich (El anacoreta, 1976), Vicente Aranda, Gonzalo Suárez; o los ya veteranos Fernando Fernán Gómez (Mi hija Hildegart, 1977) y Antonio Isasi-Isasmendi (El perro, 1977).
En el País Vasco destacaron los directores Fernando Larruquert, Néstor Basterretxea, José María Zabalza y el productor Elías Querejeta.

### La escuela de Barcelona
La llamada «Escuela de Barcelona», contemporánea del "Nuevo cine español", se desmarcaba del discurso neorrealista de Madrid. Originalmente más experimentalista y cosmopolita, tenía como referentes la Nouvelle Vague francesa. En ella destacan Jacinto Esteva, Pere Portabella, Joaquím Jordà, Vicente Aranda, Jaime Camino o Gonzalo Suárez, que realizarían sus obras más importantes ya en la década de los 80. La película de Esteva y Jordà Dante no es únicamente severo (1967), interpretada por Serena Vergano y Enrique Irazoqui, se considera el manifiesto de esta escuela.

### El cine de la democracia

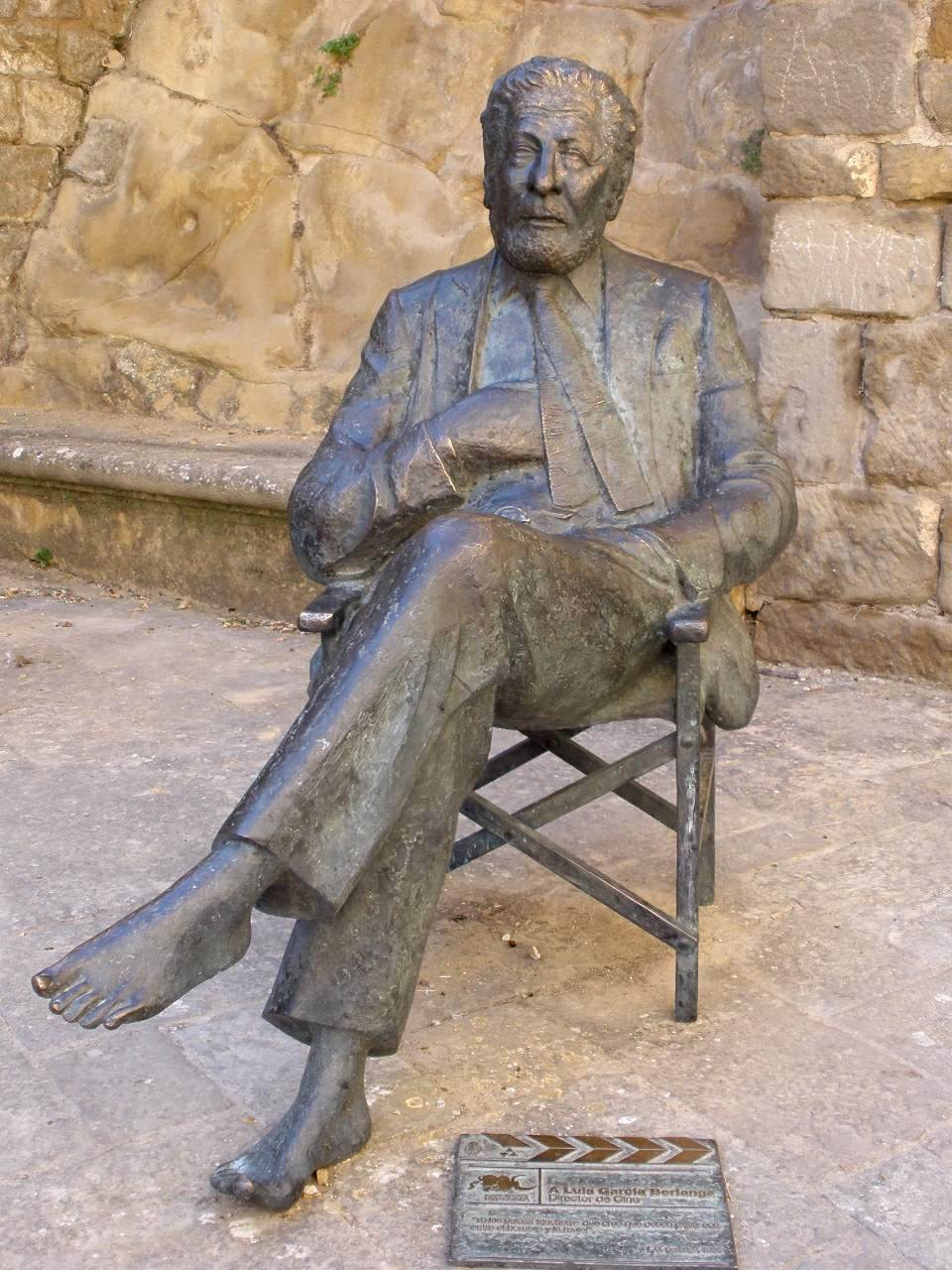
Estatua del director Luis García Berlanga en Sos del Rey Católico.

Con el fin de la dictadura, se suprime la censura y se permiten las manifestaciones culturales en otras lenguas españolas, además del castellano, fundándose, por ejemplo, el Institut de Cinema Català, entre otros.
En un principio triunfan los fenómenos populares del landismo y el cine del destape. En los primeros años de la democracia, se abordan temas polémicos y se revisa la historia nacional reciente en películas que, en algunos casos, tienen una innegable calidad como sucede, por ejemplo, con Canciones para después de una guerra (Basilio Martín Patino, 1976) o El espíritu de la colmena (Víctor Erice, 1973), otras son dignas recreaciones de los años más grises de la dictadura como ocurre con Pim, pam, pum... ¡fuego! (Pedro Olea, 1975), donde se describen las dificultades de supervivencia de los perdedores en la España más puramente franquista; o particulares visiones esperpénticas de la clase empresarial y política predemocrática, como sucede en La escopeta nacional (Luis García Berlanga, 1978).
Los cambios políticos de esos años se reflejan de forma inmediata en filmes como Camada negra, de Manuel Gutiérrez Aragón; Tigres de papel, de Fernando Colomo, Siete días de enero (Juan Antonio Bardem, 1979)  y, en un tono menos militante pero de mayor calado popular, Asignatura pendiente, de José Luis Garci, ganador en 1982 del primer Óscar español concedido a la película Volver a empezar. A la vez comienza a hablarse del llamado «nuevo cine vasco» en el que se encuadran directores de la talla de Montxo Armendáriz e Imanol Uribe cuyo film La muerte de Mikel (1984), protagonizada por Imanol Arias, logra llevar a las salas de exhibición a más de un millón de espectadores. Y en 1980 Iván Zulueta estrena el largometraje Arrebato, que a pesar de su impopularidad inicial acabaría quizá convirtiéndose en una película de culto, según algunos.
De esa época son también la polémica El crimen de Cuenca (Pilar Miró, 1980) y dos excelentes versiones literarias rodadas por el maestro Mario Camus: La colmena (película), sobre La colmena, la novela de Camilo José Cela, con un reparto excepcional y Los santos inocentes (película) (1984), adaptación de la novela de Miguel Delibes Los santos inocentes (novela), cuyos protagonistas obtuvieron “ex aequo” el máximo galardón del Festival de Cannes.

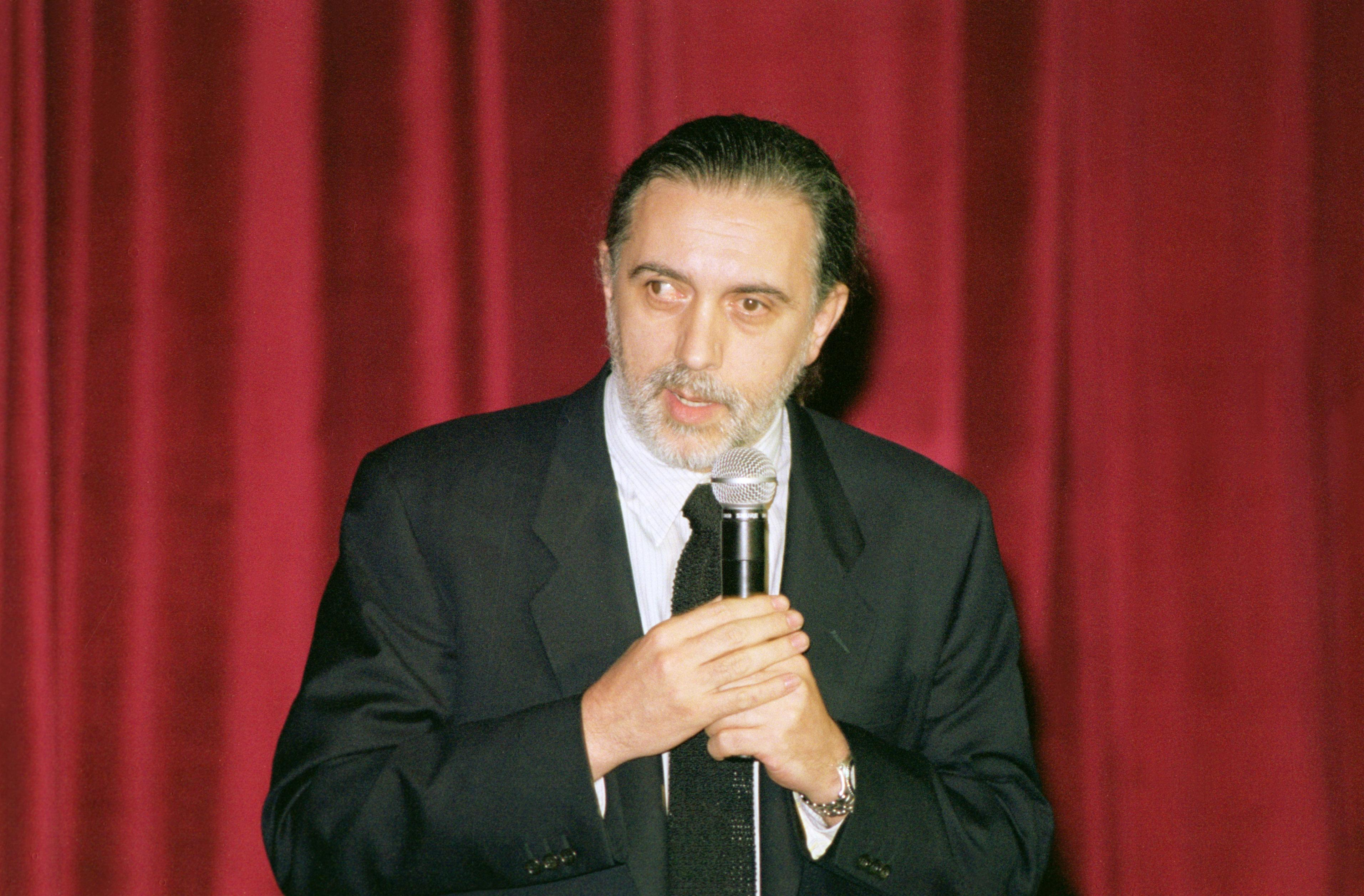
El director Fernando Trueba.

También en esos años los espectadores llenan las salas para asistir a películas de la llamada «comedia madrileña» representada por directores como Fernando Colomo, el clasicista Fernando Trueba y, sobre todo, las comedias despendoladas del personalísimo Pedro Almodóvar, vuelto luego hacia el melodrama sofisticado. Fracasada en su estreno, merece mención la surrealista Amanece, que no es poco (José Luis Cuerda, 1989), convertida hoy en película de culto.
En los 90 el cine “de autor” de una nueva generación de directores como Isabel Coixet (Cosas que nunca te dije, 1996), Juanma Bajo Ulloa (Alas de mariposa, 1991), Julio Médem (Vacas, 1992; La ardilla roja, 1993), Icíar Bollaín (Hola, ¿estás sola?, 1995; Flores de otro mundo, 1999) o Fernando León (Familia, 1996) convive con propuestas más comerciales, como el cine con vocación internacional de Alejandro Amenábar (Tesis, 1996) o las comedias, cada una en su estilo, de Santiago Aguilar Alvear (Justino, un asesino de la tercera edad, 1994), Álex de la Iglesia (El día de la bestia, 1995; La comunidad, 2000), el propio Bajo Ulloa (Airbag, 1997), Javier Fesser (El milagro de P. Tinto, 1998) y Santiago Segura (Torrente, 1998).
Pero no puede hablarse del éxito del cine español en su conjunto, sino del de producciones concretas. Como muy bien señala el productor José Antonio Félez, en 2004, por ejemplo, «el 50 % de la recaudación total se concentra en cinco títulos y entre 8 y 10 filmes el 80 % de ese total».
El cine español produjo 142 largometrajes en el 2005, «la cifra más elevada de los últimos 20 años». Luego, en el 2006 se produjeron 158 largometrajes.
En lo que se viene denominando el nuevo nuevo cine español, acontecido a partir del 2010, muy presente en festivales internacionales y filmado en muchas ocasiones pero no siempre en digital, destacan directores como Albert Serra, Jaime Rosales, Carlos Serrano Azcona, Oliver Laxe o Pedro Aguilera. 
| Año de producción | Espectadores totales (millones) | Espectadores de cine español (millones) | Porcentaje sobre el total del cine | Película                                            | Espectadores (millones) | Porcentaje sobre el total del cine español |
| ----------------- | ------------------------------- | --------------------------------------- | ---------------------------------- | --------------------------------------------------- | ----------------------- | ------------------------------------------ |
| 1993              | 92,5                            | 8,6                                     | 9,07 %                             | Kika                                                | 1,0                     | 11,6 %                                     |
| 1994              | 94,2                            | 7,1                                     | 7,29 %                             | La pasión turca                                     | 1,2                     | 16,9 %                                     |
| 1995              | 96,7                            | 11,6                                    | 12,27 %                            | El día de la bestia                                 | 1,4                     | 12,1 %                                     |
| 1996              | 106,7                           | 10,3                                    | 10,8 %                             | Two Much                                            | 2,1                     | 20,2 %                                     |
| 1997              | 107,1                           | 13,9                                    | 14,9 %                             | Airbag                                              | 2,1                     | 14,1 %                                     |
| 1998              | 119,8                           | 14,1                                    | 13,3 %                             | Torrente, el brazo tonto de la ley                  | 3                       | 21,3 %                                     |
| 1999              | 131,3                           | 18,1                                    | 16 %                               | Todo sobre mi madre                                 | 2,5                     | 13,8 %                                     |
| 2000              | 135,3                           | 13,4                                    | 11 %                               | La comunidad                                        | 1,6                     | 11,9 %                                     |
| 2001              | 146,8                           | 26,2                                    | 17,9 %                             | Los otros                                           | 6,4                     | 23,8 %                                     |
| 2002              | 140,7                           | 19,0                                    | 13,66 %                            | El otro lado de la cama                             | 2,7                     | 14,3 %                                     |
| 2003              | 137,5                           | 21,7                                    | 15,77 %                            | La gran aventura de Mortadelo y Filemón             | 5,0                     | 22,9 %                                     |
| 2004              | 143,9                           | 19,3                                    | 13,43 %                            | Mar adentro                                         | 4,0                     | 20,7 %                                     |
| 2005              | 126,0                           | 21,0                                    | 16,73 %                            | Torrente 3, el protector                            | 3,6                     | 16,9 %                                     |
| 2006              | 121,6                           | 18,7                                    | 15,47 %                            | Alatriste                                           | 3,3                     | 17,6 %                                     |
| 2007              | 116,9                           | 15,7                                    | 13,47 %                            | El orfanato                                         | 4,4                     | 32,8 %                                     |
| 2008              | 107,8                           | 14,36                                   | 13,18 %                            | Los crímenes de Oxford                              | 1,42                    | 9,93 %                                     |
| 2009              | 110,0                           | 17,48                                   | 15,55 %                            | Ágora                                               | 3,48                    | 19,91 %                                    |
| 2010              | 101,6                           | 12,93                                   | 12,12 %                            | Tres metros sobre el cielo                          | 1,57                    | 12,14 %                                    |
| 2011              | 98,3                            | 15,52                                   | 15,79 %                            | Torrente 4                                          | 2,63                    | 16,95 %                                    |
| 2012              | 94,16                           | 18,28                                   | 19,42 %                            | Lo imposible                                        | 5,91                    | 32,35 %                                    |
| 2013              | 78,69                           | 11,1                                    | 14,00 %                            | Fast & Furious 6                                    | 1,46                    | 13,15 %                                    |
| 2014              | 87,99                           | 22,41                                   | 25,47 %                            | Ocho apellidos vascos                               | 9,35                    | 41,72 %                                    |
| 2015              | 96,14                           | 18,57                                   | 19,32 %                            | Ocho apellidos catalanes                            | 5,07                    | 27,30 %                                    |
| 2016              | 101,83                          | 18,84                                   | 18,50 %                            | Un monstruo viene a verme                           | 4,62                    | 24,52 %                                    |
| 2017              | 99,8                            | 17,35                                   | 17,35 %                            | Tadeo Jones 2: El secreto del rey Midas             | 3,23                    | 18,62 %                                    |
| 2018              | 98,9                            | 17,73                                   | 17,60 %                            | Campeones                                           | 3,29                    | 18,66 %                                    |
| 2019              | 104,9                           | 15,13                                   | 15,87 %                            | Padre no hay más que uno                            | 2,49                    | 15,44 %                                    |
| 2020              | 27                              | 6,8                                     | 25,19 %                            | Padre no hay más que uno 2: La llegada de la suegra | 2,31                    | 33,97 %                                    |
| 2021              | 41,7                            | 6,7                                     | 16,10 %                            | A todo tren. Destino Asturias                       | 1,50                    | 22,38 %                                    |
| 2022              | 59,1                            | 13,1                                    | 22,08 %                            | Padre no hay más que uno 3                          | 2,70                    | 20,76 %                                    |
| 2023              | 76,7                            | 13,4                                    | 17,51 %                            | Campeonex                                           | 1,97                    | 14,70 %                                    |

*Datos aún NO definitivos.

## Premios

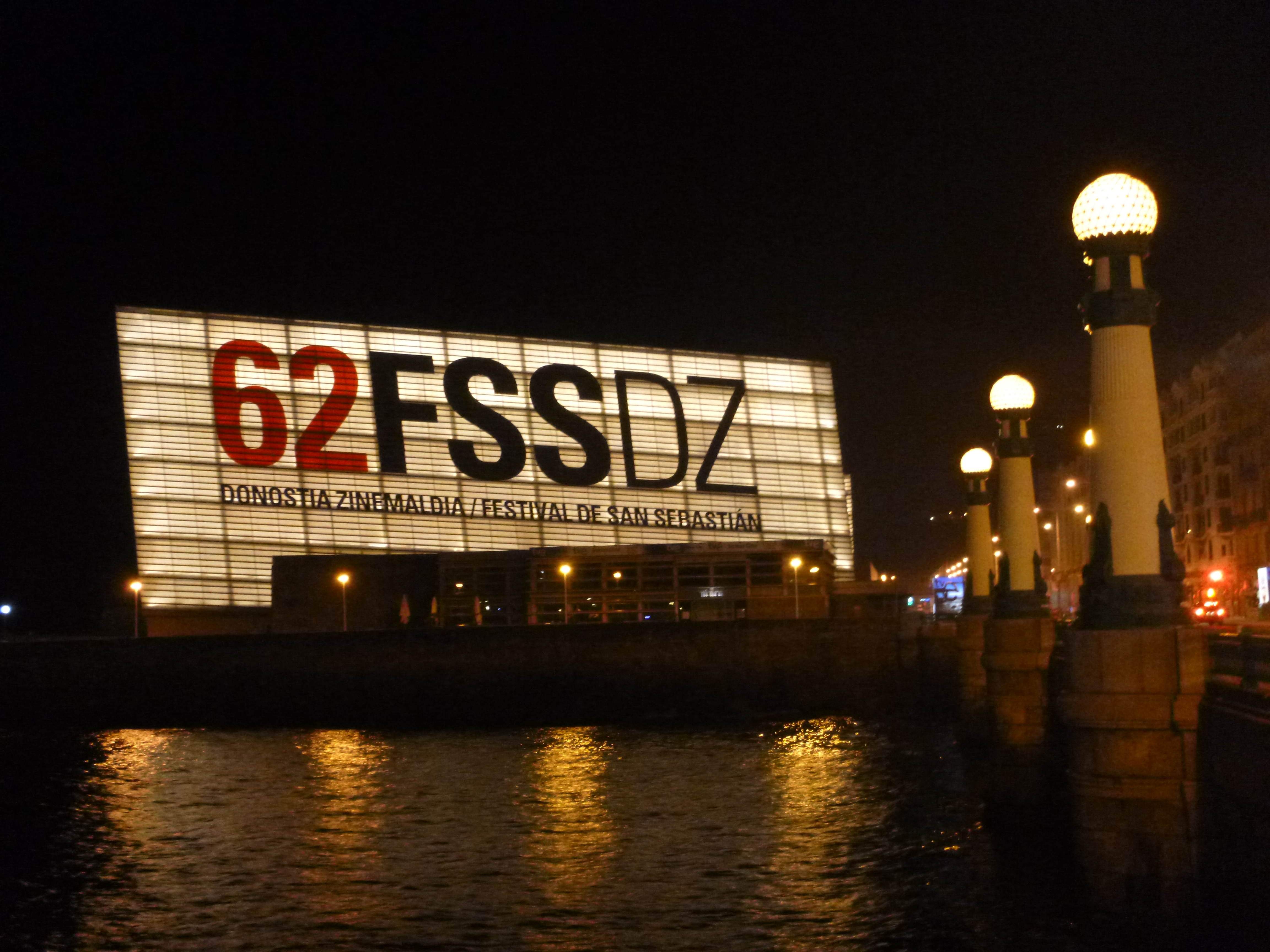
Festival Internacional de Cine de San Sebastián en 2014.

En 1987, como émulo de los premios Óscar se crearon los premios Goya, entregados por la Academia de las Artes y las Ciencias Cinematográficas de España, y en 2013 se crearon los Premios Feroz, como émulo de los Globos de Oro, por la Asociación de Informadores Cinematográficos de España. Desde 2009, la Academia del Cine Catalán entrega los Premios Gaudí, para promover el cine en catalán.
Destacan también los premios que otorgan los más relevantes festivales de cine internacional de España: el Festival Internacional de Cine de San Sebastián, la Semana Internacional de Cine de Valladolid o el Festival de Málaga.

## Festivales
España vive en los últimos años un boom de festivales dedicados al cine en muchas de sus vertientes. Algunos tienen muchos años a sus espaldas, como el Festival Internacional de Cine de San Sebastián, la Seminci, ZINEBI - Festival Internacional de Cine Documental y Cortometraje de Bilbao o el Festival de Cine de Gijón, y otros muchos, concretamente los más especializados, como el Festival de Málaga, el Festival Internacional de Cine de Albacete Abycine, Animadrid, Festival Punto de Vista, Docúpolis o el Festival de Cine de Comedia de Peñíscola, son de reciente creación, con un ámbito más delimitado o específico.
El Festival de Cine de Sitges, conocido actualmente como Festival Internacional de Cinema de Cataluña, fue inaugurado en 1967, y está considerado el número uno en la especialidad de cine fantástico. Dentro de este género destaca Jesús Franco, director muy conocido fuera de España con seudónimos como Jess Franco.
Pero más importante para la renovación y la proyección del cine español en el extranjero fue la creación del Festival Internacional de Cine de San Sebastián, impulsado en 1953 por el comercio local como una plataforma publicitaria de la ciudad. Se trata del único festival de cine competitivos con categoría A de España, acreditado por la FIAPF. En los más de cincuenta años de historia, se ha consolidado como uno de los primeros festivales del mundo.
La Seminci, Semana Internacional de Cine de Valladolid, nacida en 1956 como «Semana de cine religioso de Valladolid», se celebraba en Semana Santa, fue evolucionando, hasta convertirse en uno de los principales festivales de cine de España. Durante muchos años, el Festival Internacional de Cine de San Sebastián fue el encargado del glamur y los nombres conocidos, y la Seminci se preocupó más por recopilar películas interesantes, independientemente de que ya se hubiesen estrenado en otros festivales. Pero en 2006, con el cambio de equipo directivo, parece que ha tomado un nuevo rumbo, orientándose más a una programación de «estrenos», películas nuevas que no tengan recorrido ya por festivales anteriores.

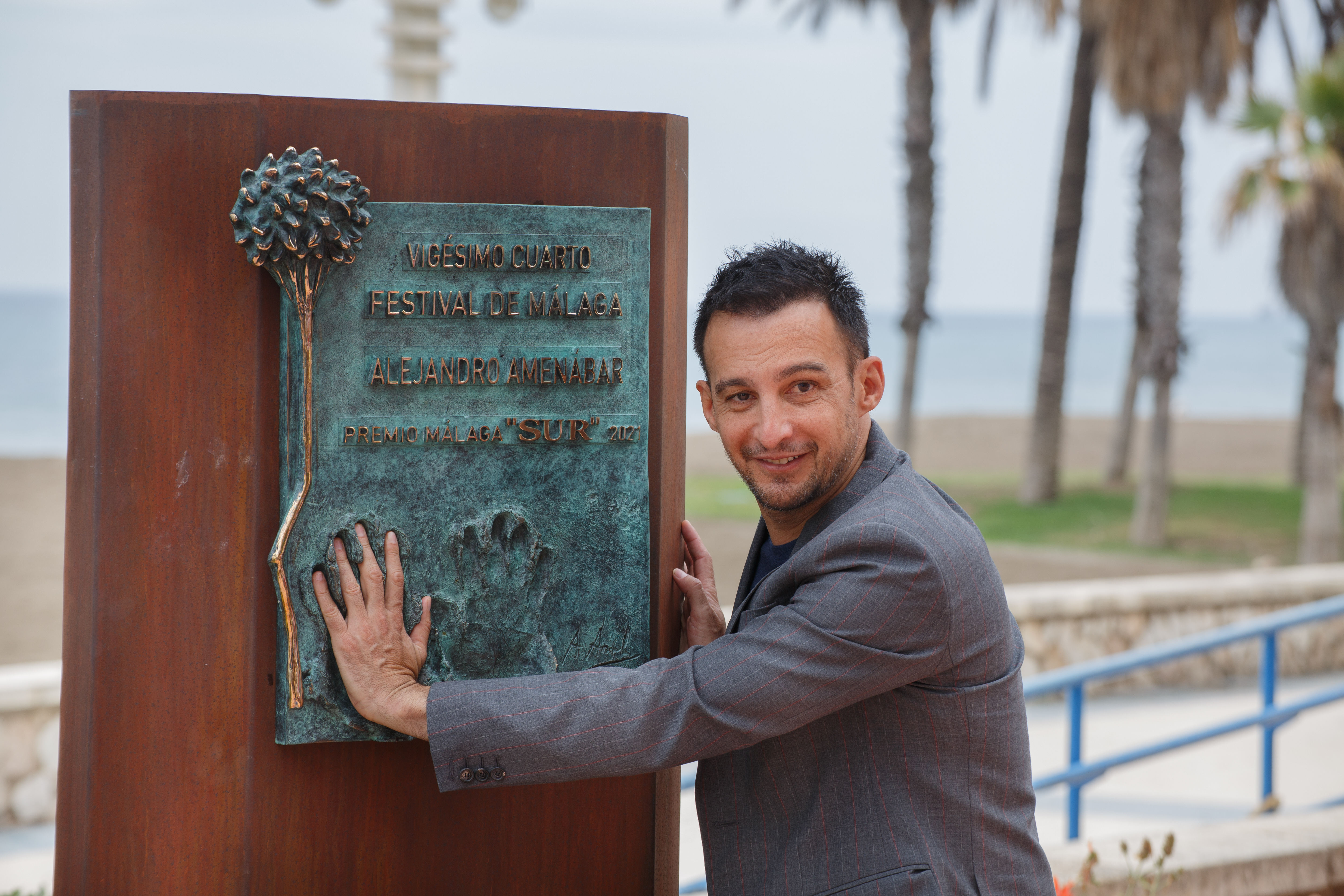
El director Alejandro Amenábar en el Festival de Málaga, 2021.

Tercero en antigüedad, ZINEBI - Festival Internacional de Cine Documental y Cortometraje de Bilbao celebró su primera edición en 1959 y, desde entonces, ha sido lugar de encuentro para un tipo de cine que no alcanzaba los circuitos comerciales: centrado en el documental cuando la producción de cortometrajes era todavía muy baja en todo el mundo; enfocado en el cortometraje como cantera para cineastas del futuro sobre todo a partir de la década de los sesenta. Autores como Carlos Saura, Richard Lester, Manoel de Oliveira, Jacques Demy, Alain Resnais o Norman McLaren participaron en sus primeras ediciones. Tras más de sesenta ediciones, ha homenajeado a cineastas que han destacado en el ámbito comercial, pero que también se iniciaron en el cortometraje o en el documental, como Hirokazu Kore-eda, Marco Bellocchio, Apichatpong Weerasethakul, Márta Mészáros, los hermanos Jean-Pierre y Luc Dardenne o Margarethe von Trotta.
Creado en 1963, el Festival de Cine de Gijón es otro de los más veteranos, que ha conocido en los últimos años un renacer gracias a su reconversión al cine de autor más contemporáneo y experimental. Destacadas han sido, por ejemplo, sus retrospectivas de autores como Abbas Kiarostami, Aki Kaurismäki, Todd Haynes, Pedro Costa, Paul Schrader, Hal Hartley, Lukas Moodysson, Tsai Ming-liang, Claire Denis o Todd Solondz, auténticas puntas de lanza de la cinematografía mundial, y casi inaccesibles en España de no ser por la labor de este festival.
Entre los más recientes destaca el significativo Festival de Málaga de Cine Español (1998), dedicado a la producción cinematográfica española, y el Festival Internacional de Cine de Albacete Abycine (1999).
La última propuesta en festivales, es el FIC-CAT, Festival Internacional de Curtmetratges en Català, un festival orientado a los realizadores catalanes o de cualquier lugar del mundo siempre y cuando las obras estén dobladas o subtituladas en catalán, en cualquiera de sus variantes.
Y en el ámbito en línea surgió un nuevo espacio para los festivales importante como el Festival Márgenes y el Atlántida Film Fest.

## Día del cine español
El 9 de marzo de 2021 el Consejo de ministros, a propuesta del ministro de Cultura y Deporte, Miquel Iceta, acordó declarar el 6 de octubre como el Día del Cine Español con el objetivo de promover la labor de los profesionales del sector y el papel que el cine español toma como bien patrimonial cultural.
La fecha escogida hace referencia al momento en el que se finalizó la producción de la película española, Esa pareja feliz, en 1951. Un filme cuya dirección y guion fue realizado por Juan Antonio Bardem y Luis García-Berlanga y protagonizada por Fernando Fernán Gómez junto con Elvira Quintillá, referentes de las generaciones más destacadas de cineastas e intérpretes de España.

## Financiación

### Participación de las televisiones
Según la ley 7/2010, de 31 de marzo, General de la Comunicación Audiovisual, "los prestadores del servicio de comunicación audiovisual televisiva de cobertura estatal o autonómica deberán contribuir anualmente a la financiación anticipada de la producción europea de películas cinematográficas, películas y series para televisión, así como documentales y películas y series de animación, con el 5 por 100 de los ingresos devengados en el ejercicio anterior conforme a su cuenta de explotación". "Para los prestadores de servicios de comunicación audiovisual de titularidad pública de cobertura estatal o autonómica esta obligación será del 6 por 100". Los dos principales grupos audiovisuales, Atresmedia y Mediaset España, invierten en cine a través de sus filiales Atresmedia Cine y Telecinco Cinema. Algunas de las películas españolas más exitosas de los últimos años son producto de estas. Sus filmes suelen tener buena aceptación, pues tienen argumentos más comerciales. RTVE y las cadenas autonómicas también financian cine.

### Incentivos fiscales
Las producciones españolas se pueden deducir hasta el 25 % del primer millón de euros del coste de producción o el 20 % de cantidades superiores, siempre y cuando al menos la mitad de los rodajes se realicen en territorio español. Si se realizan en Canarias, la deducción puede ser del 45 % o el 40 % para sendos casos. El importe de la deducción no puede suponer más del 50 % del presupuesto de la película.

### Subvenciones públicas
El Instituto de la Cinematografía y de las Artes Audiovisuales (ICAA) es el encargado de otorgar las subvenciones públicas que en 2018 fueron de 109,5 millones de euros, en 2020 de 67,6 millones de euros. Hasta 2007 se otorgaban en función del rendimiento de la película en taquilla. Los criterios que se utilizan a partir de entonces pueden ser el valor artístico del proyecto, el plan de financiación o la solvencia del productor, entre muchos otros.

## Géneros del cine español
Por sus particularidades y basándose en su folclore, en su tradición, en sus costumbres y en su vida cotidiana se ha creado unos géneros que reflejan la sociedad, la historia y los hábitos de España así como su propia realidad, tanto actual como histórica.

### Cine histórico
Narra las grandes hazañas de la historia o bien intenta reflejar la vida cotidiana de tiempos pretéritos. Podemos dividirlo en varios subgéneros.

#### Cine de conquistadores
Inspirado tanto en la época de los descubrimientos como en el crepúsculo colonial. Sobre la epopeya del descubrimiento deben destacarse Alba de América (1951) y las superproducciones realizadas como motivo del quinto centenario, 1492: la conquista del paraíso (1992) y Cristóbal Colón, el descubrimiento (1992), en las que intervinieron figuras internacionales como, por ejemplo, Gérard Depardieu y Marlon Brando respectivamente. Basadas en los tiempos de la conquista del Nuevo Continente, deben citarse una biografía filmada de Álvar Núñez Cabeza de Vaca, las aventuras de Vasco Núñez de Balboa en Conquistadores del Pacífico, así como una adaptación de La Araucana (1971), el conocido poema de Alonso de Ercilla. pero dentro de este subgénero la que alcanza mayor repercusión es El Dorado (Carlos Saura, 1988) que en el momento de su rodaje se convirtió en la película más cara de la historia del cine nacional. Pretendía ser el contrapunto a Aguirre, la cólera de Dios, película alemana en la que Werner Herzog ofrecía su particular visión de la epopeya de Lope de Aguirre.
De temática relacionada con la decadencia y final colonial son Héroes del 95 (Eloy Gonzalo, 1947) en la que se narra la heroicidad de los que intervinieron en la guerra de Cuba y Mambí (Teodoro Ríos, 1998) y sobre todo el clásico Los últimos de Filipinas (Antonio Román, 1945) que cuenta la hazaña de un grupo de soldados del regimiento de cazadores destinados en Baler, empeñados en resistir en una iglesia rodeados de enemigos y en no creer que la guerra hubiera terminado.

#### Cine de la Guerra de la Independencia
Distintos episodios de la Guerra de la Independencia han sido llevados al cine, unos con carácter histórico y otros en ficciones inspiradas en el momento de la guerra. De este subgénero destacarían películas como El abanderado 1942, Agustina de Aragón (Juan de Orduña, 1950), contando la leyenda de la heroína aragonesa, Lola la Piconera (Luis Lucia, 1951) inspirada en una obra de José María Pemán, Los guerrilleros (Pedro Luis Ramírez, 1962), La leyenda del tambor (Jorge Grau, 1981), inspirada en el episodio del Tambor del Bruch.

#### Cine de bandoleros
Ambientado normalmente a finales del siglo XVIII y principios del XIX describe la vida y actividades de los guerrilleros que lucharon contra el invasor francés o de los bandoleros que se enseñorearon de zonas del país por lo que podría ser considerado un género nacional equivalente al western estadounidense si bien no se ha sabido explotar con fortuna. Forzosamente, por la gran repercusión que alcanzó, debe hablarse de la serie de televisión Curro Jiménez protagonizada por Sancho Gracia y cuyos capítulos fueron encomendados a directores de la solvencia. Esta serie tuvo una versión cinematográfica llamada Avisa a Curro Jiménez (Rafael Romero Marchent, 1978), si bien la película más importante de este género es Amanecer en puerta oscura (José María Forqué, 1957), ganadora de un Oso de Plata en el Festival de Cine de Berlín. También son destacables Carne de horca (Ladislao Vajda, 1953), La duquesa de Benamejí (Luis Lucia, 1949), basada en la obra de los hermanos Machado, Llanto por un bandido (Carlos Saura, 1964) y, ya en los noventa, La ley de la frontera (Adolfo Aristarain, 1995), inspirada en el bandolerismo gallego.

#### Cine palaciego
Fue un subgénero muy en boga en los años cuarenta destacando principalmente la adaptación de la obra sobre de Manuel Tamayo y Baus Locura de amor (Juan de Orduña, 1948), vehículo de consagración de la actriz Aurora Bautista. Si bien en este subgénero las que alcanzarían mayor notoriedad serían las que, basándose en obras de teatro de Juan Ignacio Luca de Tena, ficcionaban parte de la vida sentimental de Alfonso XII: ¿Dónde vas, Alfonso XII? (Luis César Amadori, 1958), y su continuación ¿Dónde vas, triste de ti? (Alfonso Balcázar, 1960) protagonizadas por Vicente Parra —el galán de la época— y Paquita Rico. Otras películas de este género serían La princesa de los Ursinos (Luis Lucia, 1947), La leona de Castilla (Juan de Orduña, 1957), la adaptación de la obra del Luis Coloma, Jeromín (Luis Lucia, 1953). Las últimas incorporaciones destacables a este subgénero son: Esquilache (Josefina Molina, 1989) y Juana la Loca (2001) donde Vicente Aranda retoma la historia de la reina castellana que, además de la ya citada Locura de amor, había servido de argumento a la inefable comedia, protagonizada por Lola Flores, Juana la loca... de vez en cuando (José Ramón Larraz, 1983).

#### Cine sobre la guerra civil española y el franquismo
Entre los títulos más destacados sobre el golpe de estado y la guerra civil española destacan Raza (1941), La orilla (1971), Las largas vacaciones del 36 (1976),  Dragon Rapide (1986), Tierra y libertad (1995), Libertarias (1996) o La hora de los valientes (1998).

#### Cine biográfico
En este género son destacables versiones muy libres de las vidas de Miguel de Cervantes o El Greco así como las dedicadas a Francisco de Goya cuya vida ha servido de base, además de para una serie de televisión, para el rodaje de cinco películas entre las que sobresale Goya en Burdeos (1999), de Carlos Saura, por el número de premios Goya que cosechó.

### Cine taurino
La fiesta nacional ha sido llevada al cine en un sinfín de ocasiones. En ocasiones, se trataba de adaptar al medio novelas de temática taurina, otras veces se han filmado guiones en los que se reflejaban desde los aspectos más tópicos hasta los más escabrosos de la «fiesta nacional» o bien la biografía de los toreros que en el momento de los rodajes contaban con mayor número de seguidores.
Basado en obras literarias habría que destacar Sangre y arena, si bien las mejores adaptaciones de la obra de Blasco Ibáñez se realizaron en Hollywood. La novela taurina adaptada al cine español por excelencia ha sido Currito de la Cruz (1926), de Alejandro Pérez Lugín, quien dirigiría una primera versión cinematográfica —todavía sin sonido— a la que seguirán otras tres, ya sonoras. Debe mencionarse que también ha sido llevada al cine en cuatro ocasiones El niño de la monjas, novela de Juan López Núñez.
Películas como Sangre en el ruedo (Rafael Gil, 1969) o Los clarines del miedo (Antonio Román (Antonio Fernández-Román), 1958) mostraban la dureza del mundo de los toros, desde el odio y la envidia de dos estrellas rivales en la primera de las películas citadas, hasta la miseria de un torero que malvive de su arte yendo de pueblo en pueblo. Empero, de estas ficciones no exentas de realismo, debe destacarse Tarde de toros (Ladislao Vajda, 1956) en la que se recogen numerosos aspectos de la fiesta nacional, contraponiendo los caracteres de tres diestros (el consagrado, el ídolo del momento y el principiante), así como otros caracteres secundarios: el crítico taurino, los aficionados seguidores de cada matador...
Por último, en el apartado de biografías cinematográficas de toreros, deben destacarse Aprendiendo a morir (Pedro Lazaga, 1962), protagonizada por Manuel Benítez "El Cordobés", Nuevo en esta plaza (Pedro Lazaga, 1966) sobre la vida de Sebastián Palomo Linares y El Litri y su sombra (Rafael Gil, 1960), quizás la más ambiciosa de todas, porque no se limita a contar exclusivamente la vida del torero, sino que también se detiene en sus antecedentes taurinos familiares. Belmonte (Juan Sebastián Bollaín, 1995) y Manolete, aunque no interpretadas por los propios biografiados sino por actores, son encuadrables en este apartado.

### Cine religioso
La importancia que la religión ha tenido en España a lo largo de toda su historia, no podía dejar de quedar reflejada en el cine, llegando a ser en los años cincuenta uno de los géneros que contaron con mayor favor del público, tanto en España como fuera de nuestras fronteras, y convirtiéndose una película de temática religiosa en el primer gran éxito internacional, Marcelino, pan y vino, (Ladislao Vajda, 1955), basada en un relato de José María Sánchez Silva. Dentro de este género cabe distinguir varios subgéneros:

#### Religiosas

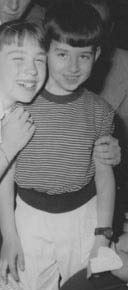
El niño Pablito Calvo, protagonista de Marcelino pan y vino.

En este subgénero donde quedaría englobada la ya mencionada Marcelino pan y vino, se recogen películas donde mediante historias de ficción se trata de reflejar virtudes tanto religiosas como humanas. Suelen tratar de sacerdotes enfrentados al egoísmo de la sociedad en que viven o bien historias más o menos piadosas. De este subgénero destacaría sobre todo la película Balarrasa (José Antonio Nieves Conde, 1950), la historia de un hombre arrepentido que se convierte en sacerdote. También deben destacarse La mies es mucha (José Luis Sáenz de Heredia, 1949), sobre la vida de un misionero español en la India, y las obras de Rafael Gil La guerra de Dios (1953), donde un sacerdote debe luchar ante una sociedad avara y despiadada y El canto del gallo (1955), que narra las vivencias y vicisitudes de unos sacerdotes católicos perseguidos en un país comunista. Ya más tardío es el rodaje de Johnny Ratón (Javier Escrivá, 1969) cuyo protagonista —un desconocido actor llamado Robert Packer— profundamente ateo evoluciona y se transforma en un sacerdote que entregará su vida por el prójimo. Paradójicamente la película que terminaría por cerrar este género sería una nueva versión de la que le dio mayor fama, Marcelino, pan y vino, realizada en 1991 por Luigi Comencini.

#### Vida de santos
No fueron pocas las películas que se hicieron para reflejar las vidas de santos en el momento de mayor auge del género religioso en España. Destacan Isidro, el labrador (Rafael J. Salvia, 1963), La señora de Fátima (Rafael Gil, 1951) y especialmente Molokai (Luis Lucia, 1959) que contaba la historia de Damián de Veuster, el cual sería canonizado varias décadas después de la película. También cabe destacar la visión de Carlos Saura sobre la vida de San Juan de la Cruz en La noche oscura (1988), y las distintas versiones de la vida de Santa Teresa de Jesús, que van de Teresa de Jesús, (Juan de Orduña, 1961), hasta una afamada serie o Teresa: el cuerpo de Cristo de Ray Loriga, realizada en pleno siglo XXI, y no exenta de polémica al alejarse de la ortodoxia característica de este tipo de filmes.

#### Bíblicas
Exceptuando El beso de Judas (Rafael Gil, 1953), son pocas las películas españolas de esta temática.

### Cine de clásicos
Mostrar en imágenes los grandes clásicos de nuestra literatura ha sido un género que el cine español no ha sabido aprovechar, si bien ya en la era del cine mudo comenzaron a adaptarse las grandes obras de la literatura clásica española.
En este apartado debe comenzarse por hacer referencia al tratamiento cinematográfico recibido por la obra cumbre de la literatura en castellano, El Quijote, llevada a la pantalla en numerosas ocasiones tanto por cineastas nacionales como por extranjeros. De las 23 entradas de la base de datos de las películas registradas en el Ministerio de Cultura, la más antigua es Don Quijote (Narciso Cuyas, 1908). De las restantes, por la difusión alcanzada, deben destacarse Don Quijote de la Mancha (Rafael Gil, 1948), la parodia Don Quijote cabalga de nuevo (Roberto Gavaldón, 1973), coproducción con México, para mayor gloria de Cantinflas y El caballero Don Quijote (Manuel Gutiérrez Aragón, 2002), con la que continuaba la serie televisiva (ésta abarcaba la primera parte de la novela, y la película contó la segunda parte), si bien, por diversos motivos, cambiaron los protagonistas.
Otra obra inmortal de nuestra literatura, Lazarillo de Tormes ha contado con varias versiones cinematográficas, siendo la más afortunada la dirigida por César Fernández Ardavín (1959) que obtendría el Oso de Oro en el Festival de Cine de Berlín. También hay que mencionar la versión del año 2000, titulada Lázaro de Tormes dirigida por Fernando Fernán Gómez quien, por motivos de salud, tuvo que abandonarla a mitad del rodaje siendo sustituido por José Luis García Sánchez.
La Celestina es otro de los personajes de la literatura española que ha servido para la realización varias versiones cinematográficas siendo la dirigida por Gerardo Vera en 1996 la que obtuvo mayor atención por parte de público y crítica. Debemos citar así mismo la realizada por César Fernández Ardavín en 1969.
El Don Juan, el conquistador universal por excelencia, ha tenido multitud de adaptaciones en nuestro cine. Del Don Juan de Zorrilla, la dirigida por René Cardona fue la primera adaptación del cine sonoro y la de Luis César Amadori sería la más famosa versión, en 1949. Sobre la obra de Tirso de Molina, El burlador de Sevilla, José Luis Sáenz de Heredia realizó una adaptación en 1950 llamada Don Juan. Don Juan en los infiernos (1991), de Gonzalo Suárez, era una adaptación libre del mito de Don Juan basada en la obra de Molière.
Carmen, obra del francés Prosper Mérimée, aunque no pertenezca a la literatura española también ha dado un buen número de películas en España. Destacan la versión de Florián Rey, titulada Carmen la de Triana, protagonizada por la estrella del momento Imperio Argentina en 1938 y realizada en Alemania. A finales de los cincuenta la estrella del momento es Sara Montiel, y también interpretaría una particular versión de Carmen titulada Carmen la de Ronda. Pero quizás el más controvertido y personal tratamiento del personaje por nuestro cine es la versión de Carlos Saura, Carmen (1983), en la que Laura del Sol fue la protagonista. A principios del siglo XXI, Paz Vega, una de las estrellas del momento, interpretaría a la famosa gitana en una versión dirigida por Vicente Aranda y titulada (de nuevo) Carmen, que es la película que cierra el ciclo de este personaje dentro de nuestro cine por ahora.
Tuvieron sus correspondientes adaptaciones al cine otras dramaturgos del Siglo de Oro. Lope de Vega fue adaptado por primera vez en Fuenteovejuna (Antonio Román, 1947), existiendo una versión posterior, en coproducción con Italia (Juan Guerrero Zamora, 1972). Del año siguiente es El mejor alcalde el rey (Rafael Gil, 1973), pero la adaptación de Lope que más éxitos y galardones obtendrá es El perro del hortelano (Pilar Miró, 1995). La última obra llevada al cine ha sido La dama boba (Manuel Iborra, 2006).
Pedro Calderón de la Barca ya fue adaptado en el cine mudo. En el sonoro, destacan las dos adaptaciones de El alcalde de Zalamea (José Gutiérrez Maesso, 1954, y Mario Camus, 1973). La vida es sueño tuvo una versión libre, a la que se dio el título de El príncipe encadenado (Luis Lucia, 1960).
El curioso impertinente de Guillén de Castro tuvo su correspondiente adaptación en 1953.

### Cine musical
El cine musical español nació con el mismo cine sonoro. Ninguna cinematografía occidental, salvo la norteamericana, ha dado un verdadero género musical como sucedió en España. Ha sido uno de los géneros más enraizados en la idiosincrasia ibérica, pese a haber tenido la misma crisis de producción y taquilla que en la industria norteamericana a partir de la década de los 70. La edad de oro del género se desarrolló durante la II república, con directores como Florián Rey, y primeros años de la dictadura, en el que se formaron las bases de uno de los géneros más prolíficos y populares del cine nacional basándose en las famosas zarzuelas, género genuinamente español. Hoy está prácticamente extinguido, dando títulos muy puntuales (y muy americanizados) y siendo solo cultivado con poca asiduidad ya por Carlos Saura.
Cine de folclóricas
Es uno de los subgéneros más cultivados por los cineastas españoles. Aparece con el nacimiento del sonoro con la pretensión de aprovechar la fama de la cantante y bailaora folclórica del momento. Cronológicamente, las primeras estrellas que destacan son Imperio Argentina, Estrellita Castro y Concha Piquer, que dominarían los años treinta y principios de los cuarenta protagonizando películas dirigidas en su mayoría por Florián Rey y Benito Perojo.
La década de los cuarenta, comienza con películas como La famosa Luz María (1941) sin una clara cantante consolidada y aunque sigue la fama de las estrellas de la década anterior, está comienza a ser dominada por Juanita Reina quien protagoniza películas dirigidas por Juan de Orduña y Luis Lucia.
Los cincuenta comienzan con el dominio de Juanita Reina, aunque el duelo de esta década será el que protagonizaran Lola Flores y Sara Montiel, cuya hegemonía se extenderá a la década siguiente. Lola Flores ya había realizado películas a finales de los cuarenta, como Embrujo (Carlos Serrano de Osma, 1947), con su entonces pareja el cantante Manolo Caracol. Por su parte, Sara Montiel (que aunque no es exactamente una folclórica puede ser incluida en este apartado por la estructura de sus películas), que había intervenido en papeles secundarios en algunas películas de los cuarenta y había intentado una carrera en Hollywood, ingresa en el Olimpo cinematográfico a raíz de El último cuplé (Juan de Orduña, 1957), el mayor éxito internacional del cine español hasta la fecha. En esta época, y con menor impacto que las dos estrellas citadas, también se pondrían ante las cámaras Paquita Rico y Marifé de Triana, con películas como Canto para ti o Bajo el cielo andaluz, entre otras.
Durante los años sesenta y setenta, pese a que continúan los rodajes protagonizados por Sara Montiel, Lola Flores, Paquita Rico y Marujita Díaz; se produce una decadencia del género si bien se incorpora a él una figura ascendente, Rocío Jurado, que interpretaría varias películas. El género, prácticamente desaparecido en los ochenta, tiene un último momento de pequeño éxito con las películas protagonizadas por Isabel Pantoja: Yo soy esa (Luis Sanz, 1990), que se acerca al millón y medio de espectadores, y El día que nací yo (Pedro Olea, 1991), con resultados de taquilla inferiores. De cualquier modo, el éxito de estas hace que otras folclóricas vuelvan a la pantalla en proyectos que pretenden ir más allá del simple catálogo de canciones filmadas como es el caso de Rocío Jurado con una nueva versión de La Lola se va a los puertos (Josefina Molina, 1993).
Finalmente, el género acabaría siendo homenajeado en la arrolladora —2,5 millones de espectadores— La niña de tus ojos (Fernando Trueba, 1998), comedia inspirada en las andanzas de las folclóricas que trabajaron en los estudios cinematográficos alemanes a finales de los años treinta.
Cine musical de niños prodigio

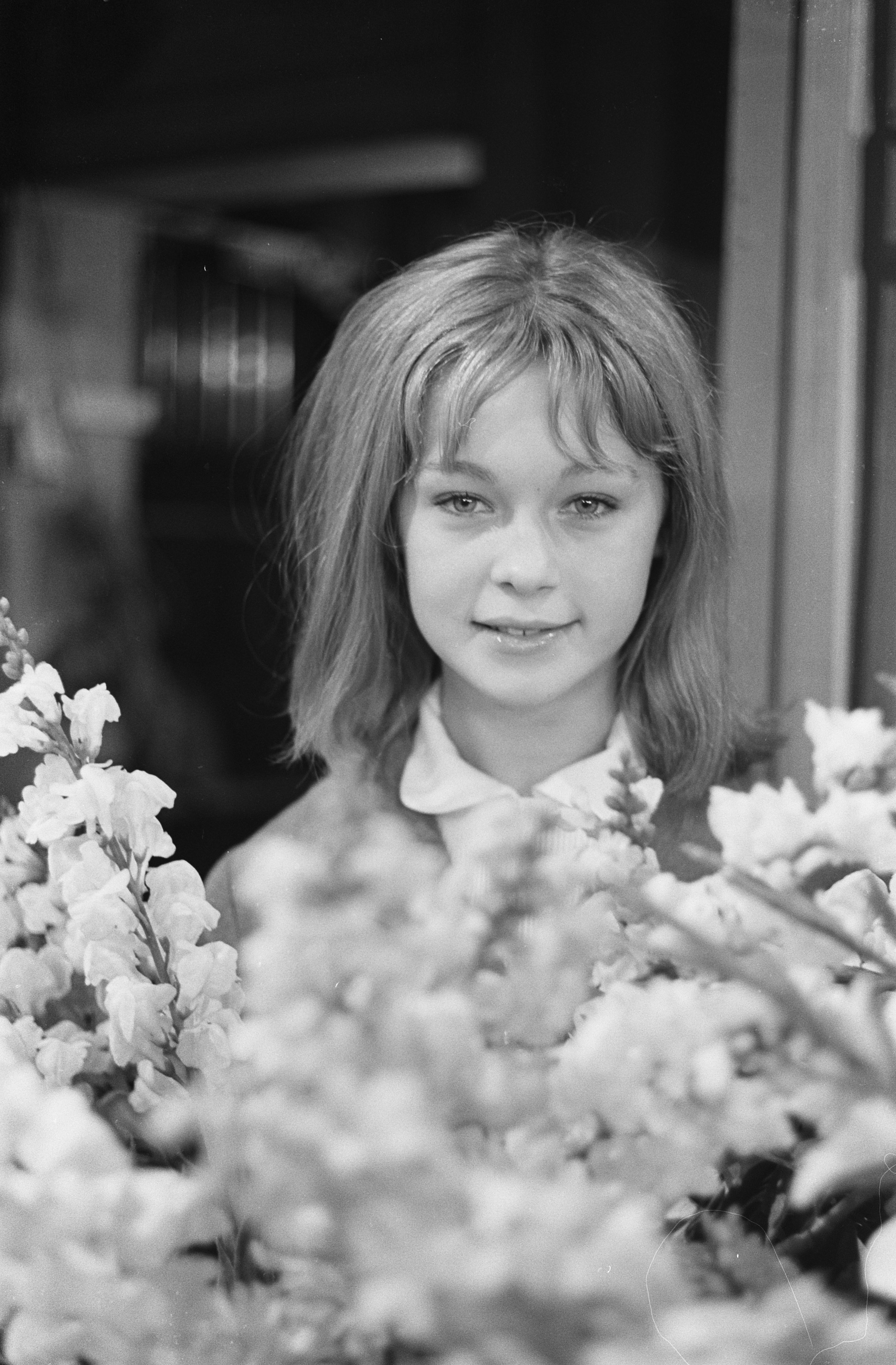
La actriz Marisol en 1962.

Desde finales de los años cincuenta, se pone de moda un cine musical infantil en el cual sus protagonistas son jovencísimos niños cantantes, que casi siempre tuvieron carreras musicales paralelas a las cinematográficas, y cuyas películas en muchos casos eran desarrolladas en torno a la venta de discos. El primero de estos niños cantantes de éxito sería Joselito que monopolizaría el género durante los años cincuenta con películas como El pequeño ruiseñor (1956) o Saeta del ruiseñor (1957). Su carrera llegaría a su fin al convertirse en adulto.
Caso diferente fue el de Marisol, niña prodigio que se estrenó con Un rayo de luz (1960), y que llegaría a convertirse en la mayor estrella del género durante su infancia y adolescencia. Después evolucionaría a un cine más adulto, y separaría sus carreras discográfica y cinematográfica, hasta abandonarlas en 1985.
El trío de artistas de mayor éxito del género sería completado con Rocío Dúrcal, que si bien debutó algo tardíamente, a los 16 años, en Canción de juventud (1961), rivalizó con los dos anteriores en el tipo de películas y el público al que iban destinadas. Con la decadencia del género, acabaría haciendo primero un cine musical convencional, y después otros tipos de cine, incluyendo alguna peli de destape en la que sería su última incursión cinematográfica en 1978.
El resto de intentos de lanzar nuevas estrellas en esta época fracasaron o no fructificaron cinematográficamente. Es el caso de Ana Belén que fue lanzada en 1965 como actriz infantil en el musical Zampo y yo (1965). Al ser un fracaso, se concentraría en prepararse teatralmente, y alcanzaría el éxito ya como actriz y cantante adulta. En los años setenta, ya sin la misma relevancia que en la década anterior, se intentó lanzar a grupos infantiles como La Pandilla, que protagonizó junto a Karina la película En un mundo nuevo (1972), sin demasiado éxito.
A principios de los ochenta, el género tiene un breve resurgimiento con el grupo Parchís, que protagonizaría varias películas musicales infantiles como La guerra de los niños (1980). Al amparo de este éxito, otros grupos como Regaliz con Buenas noches, señor monstruo (1982) o la cantante infantil Macarena Camacho Chispita, que protagonizaría Chispita y sus gorilas (1982), acompañada por dos protagonistas de la serie Verano azul, Miguel Ángel Valero y Miguel Joven. En este periodo, el asentado discográficamente dúo Enrique y Ana protagonizarían una película, Las aventuras de Enrique y Ana (1981).
Tras este periodo, que concluye en torno a 1983, el género desaparecería prácticamente por completo, salvo por esporádicas intentonas realizadas por grupos como Bom Bom Chip en El niño invisible (1995), o los cantantes infantiles Raulito con Franky Banderas (2004) y María Isabel con Ángeles S.A. (2007), entre otras, pero estas intentonas casi siempre carecieron del respaldo de la crítica y del público.
Cine de zarzuela
El género musical español por antonomasia ha sido llevado al cine con desigual fortuna, si bien es un género que hace tiempo que abandonaron los cineastas españoles. El género chico, como también se llama a la zarzuela, se vinculó al cine español casi desde el principio pues, aunque resulte paradójico, existen versiones mudas de zarzuelas españolas como Los guapos (Segundo de Chomón, 1910) o La verbena de la Paloma (José Buchs, 1921). Esta última zarzuela tendría una segunda versión, de éxito (Benito Perojo, 1935) e incluso una tercera con menor fortuna de José Luis Sáenz de Heredia, 1963. pero el mayor cultivador de este género fue sin duda Juan de Orduña quien, en 1969 y por encargo de la televisión estatal, adaptó La Revoltosa, Las golondrinas, La canción del olvido y Bohemios.
Cine flamenco
Antes de hablar de las películas de Carlos Saura, que es el gran impulsor de este género, hay que citar dos películas de Francisco Rovira Beleta: Los Tarantos (1963) y El amor brujo (1967), ambas películas consiguieron el hito de ser nominadas al Óscar. Otra película de este apartado, Montoyas y Tarantos (Vicente Escrivá, 1989) aspiró, sin éxito, a la misma nominación.
Carlos Saura, en colaboración con el bailarín Antonio Gades, filmó películas como Bodas de sangre (1981), Carmen (1983) o una nueva versión de El amor brujo (1986). A las que más tarde se sumarían Sevillanas (1992), Flamenco (1995) y Salomé (2002).
Otro cine musical
Los cantantes del momento, como Raphael, Los Bravos, Julio Iglesias, Serrat u Hombres G, tuvieron oportunidad de desarrollar cortas carreras cinematográficas en películas concebidas como vehículos para su promoción. Hubo, no obstante, cantantes que fueron más allá de intervenir en dos o tres rodajes como es el caso de Manolo Escobar que protagonizó más de una veintena de títulos, o Luis Mariano que luciría su voz en operetas como la adaptación de Violetas imperiales (Richard Pottier, 1952) o El sueño de Andalucía (Luis Lucia, 1953). Además de triunfar en el extranjero con los filmes El cantor de México y Las aventuras del barbero de Sevilla.

### Péplum y Spaghetti western
Los géneros Péplum y Spaghetti western fueron realizados en la mayoría de los casos en colaboración con el cine italiano y siendo deudor de este en los casos en que no se realizaron las películas en coproducción. Del peplum deben destacarse las coproducciones Los últimos días de Pompeya (Mario Bonnard, 1959), El coloso de Rodas (Sergio Leone, 1961) o Alejandro Magno de Robert Rossen, si bien la más destacada será la superproducción de Samuel Bronston La caída del Imperio Romano (Anthony Mann, 1964), en la que intervinieron figuras de la talla de Sofia Loren, James Mason o Alec Guinness y cuyo rodaje se realizó en nuestro país. Enteramente española es Los cántabros (Jacinto Molina, 1980), filmada ya en el período de decadencia del género.
Por su parte el western europeo, tuvo en nuestro país el mayor número de producciones convirtiéndose el desierto de Almería en una réplica del de Arizona. Aunque la mayoría de los directores más importante de este género fueron italianos, también los hubo españoles como los hermanos Alfonso Balcázar y Jaime Jesús Balcázar, los también hermanos Rafael Romero Marchent y Joaquín Luis Romero Marchent, José María Zabalza, Julio Buchs e Ignacio F. Iquino. Tras varios intentos por hacer renacer el género, los últimos coletazos del mismo fueron parodias como Al Este del Oeste (Mariano Ozores, 1984) o Aquí llega Condemor, el pecador de la pradera (Álvaro Sáenz de Heredia, 1996), para acabar con el homenaje nostálgico y lleno de humor negro de 800 balas (Álex de la Iglesia, 2002).

### Ellandismo
El actor Alfredo Landa, prestó su apellido para dar nombre a un subgénero de la comedia española: el landismo. Landa, frecuentemente acompañado por José Luis López Vázquez, representó en numerosas películas al macho ibérico, prototipo medio del español de la época: bajito, moreno, obsesionado con las mujeres y reprimido sexualmente. Es un tipo de comedia de bajo presupuesto, puramente evasiva, depreciada en su momento por la crítica aunque no por el público que llenaba las salas donde eran exhibidas, como ocurrió con la que quizás sea la más representativa del género No desearás al vecino del quinto (Ramón Fernández, 1970) que, con más de 4 300 000 espectadores, es una de las más vistas de la historia del cine español. Los numerosos filmes protagonizados por Andrés Pajares y Fernando Esteso podrían ser encuadrados dentro de la evolución de este subgénero hacia el cine de destape.

### Cine de turismo
Otro subgénero o tipo de cine recurrente de los años sesenta y primera mitad de los setenta es el que promocionaba zonas turísticas de las costas españolas, a menudo con la colaboración de sus poblaciones y hoteles emblemáticos, mediante pretextos de comedia o tramas románticas, o incluso de escenario del cine musical de promoción de cantantes. Aquí se encuadran títulos como Festival en Benidorm (Rafael J. Salvia, 1961), Bahía de Palma (Juan Bosch, 1962), Escala en Tenerife (León Klimovsky, 1964), Playa de Formentor (Germán Lorente, 1964), la película semidocumental y romántica En Andalucía nació el amor (Enrique López Eguiluz, 1966), Amor a la española (Fernando Merino, 1966), El turismo es un gran invento (Pedro Lazaga, 1968), El abominable hombre de la Costa del Sol (Pedro Lazaga, 1969), En un lugar de La Manga (Mariano Ozores, 1970), Fin de semana al desnudo (Mariano Ozores, 1974), entre muchas otras. A menudo se recurría a actrices extranjeras, muchas de ellas modelos o vedettes, como reclamo para interpretar a las turistas internacionales que visitaban España por esos años, como por ejemplo: Dyanik Zurakowska, Erika Wallner, Ingrid Garbo, Helga Liné, Rosanna Yanni, Mirta Miller, Ingrid Pitt, Ethel Rojo, entre otras.

### El destape
El franquismo sometió a los españoles a una fuerte represión sexual. El fin de esta represión permitió el desarrollo de un tipo de cine, "absolutamente comercial, rigurosamente machista e ideológicamente retrógrado", interesado sobre todo en mostrar, sin pararse a buscar muchos pretextos, la hasta entonces prohibida anatomía femenina. Lo cierto es que en todo el mundo los filmes eróticos e incluso pornográficos vivieron un momento cumbre durante los años 70; quizá sería adecuado incluir al destape español dentro de tendencias como la pornochanchada en Brasil, el cine de ficheras en México, o el auge de filmes eróticos y seudoeróticos-humorísticos en Italia, Alemania, etc.
Si bien en los últimos años de la dictadura ya se habían rodado algunas películas que abrían esta vía —sirvan de ejemplo El monumento (José María Forqué, 1970), Lo verde empieza en los Pirineos (Vicente Escrivá, 1973) o Doctor me gustan los mujeres ¿Es grave? (Ramón Fernández, 1973)—, será a partir de 1977 cuando este tipo de películas copen la producción nacional con títulos tan significativos como Deseo carnal (Manuel Iglesias, 1978), L´orgia (Francesc Bellmunt, 1978) o Atraco a sexo armado (Vincenzo Savino, 1981).
A La trastienda (Jorge Grau, 1978) y a su protagonista, María José Cantudo, les cupo el honor de pasar a la historia del cine español por mostrar el primer desnudo frontal femenino, atractivo suficiente para animar a acudir a las salas a más de dos millones y medio de personas. Hubo actrices que se especializaron en este tipo de películas, como Andrea Albani, Bárbara Rey, la ya citada María José Cantudo, Nadiuska, Ágata Lys, Blanca Estrada o Eva Lyberten, cuyas carreras entraron en decadencia, o simplemente terminaron, con el declive de este género. Otras tuvieron que sumarse a la moda como, en cierta medida, Ana Belén, Esperanza Roy o, sorprendentemente, Carmen Sevilla. Otras, caso de Sara Montiel, decidieron retirarse de las pantallas antes que verse obligadas a mostrarse desnudas.
A mediados de los ochenta este tipo de cine perdió su interés ante la llegada del cine X, mucho más explícito, y desapareció tan rápidamente como había surgido.

### Cine de terror

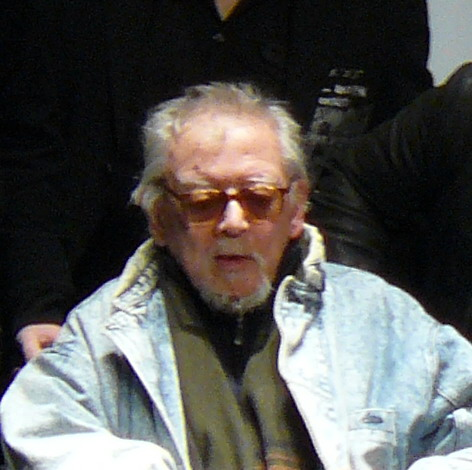
Jesús Franco.

Aunque tal vez sea Alejandro Amenábar y su película Los otros la más importante y exitosa película de terror del cine español, no debe olvidarse que desde finales de los sesenta se realizó un cine de terror de bajo presupuesto, más destacado por el empeño de sus realizadores por hacer cine y, a menudo, más valorado fuera de España que en el propio país. Fue un cine que contó con directores como Carlos Aured, Jesús Franco, León Klimovsky, Amando de Ossorio, Enrique López Eguiluz y Jacinto Molina, entre otros. Sería Jacinto Molina, bajo el seudónimo de Paul Naschy, quien además de director fuera el actor más prolífico en el género, convirtiéndose en el actor que más veces ha interpretado al hombre lobo, si bien ha interpretado prácticamente a todos los monstruos habidos y por haber. De entre sus películas destacan su primer hombre-lobo en La marca del hombre lobo, La noche de Walpurgis y sus secuelas. Tras el éxito de Los otros, ha vuelto a tener una gran importancia con películas como El orfanato de Juan Antonio Bayona y directores como Jaume Balagueró o Paco Plaza.

### Cine de desarraigados
Es un género que ha tenido gran importancia dentro del cine español, ha sido un cine que ha reflejado lo más sombrío y lastimoso de la sociedad española, ha mostrado a los marginados y a los delincuentes desde distintos tipos de vista. Estos argumentos puede encontrar su origen en la tradición de la novela picaresca. Al principio, los desarraigados fueron llevados al cine en forma de comedia, destacando como primera obra maestra del género Los tramposos de Pedro Lazaga, dirigida en 1959 y en la que se narra la historia de dos pícaros modernos del siglo XX. A esta película siguieron otras en el mismo tono, en las que destaca el actor protagonista de Los tramposos, Tony Leblanc, verdadero icono del género en esta primera época.
En 1974 La llamaban La Madrina, de Mariano Ozores, pone fin a estas comedias para dar paso a un cine más crudo y más propio de los nuevos tiempos. El verdadero cine de desarraigados se desarrollaría a partir de los setenta; sin embargo, el director Carlos Saura haría una primera muestra con la película Los golfos, de 1960, para luego retomarlo en 1990 con Dispara, la última película de Antonio Banderas en España. Luego, en los setenta, el director José Antonio de la Loma será el verdadero impulsor del género, basándose en la vida del Vaquilla, el famoso delincuente juvenil de mediados de los setenta, y utilizando actores no profesionales provenientes del mundo que quería reflejar. Rodaría cuatro películas, siendo Perros callejeros, de 1977, la más representativa y recordada, a la que siguieron Perros callejeros II. Busca y captura, Los últimos golpes de "El Torete", Perras callejeras y Yo, el Vaquilla, todas ellas dirigidas por el propio De la Loma y protagonizadas por Ángel Fernández Franco.
En los ochenta, recogiendo el listón de La Loma y compitiendo con él, Eloy de la Iglesia comenzaría su propia saga de desarraigados con El pico y El pico 2, en la que se sumerge en el mundo de los heroinómanos. Antes de eso ya había realizado películas de este género tales como Colegas y Navajeros, para acabar con La estanquera de Vallecas; todas estas películas fueron protagonizadas por José Luis Manzano, que acabaría teniendo el mismo trágico fin que los protagonistas que interpretaba.
Dentro de este género también haría su aportación Montxo Armendáriz con dos películas, 27 horas, sobre el mundo de la droga, e Historias del Kronen, en la que plasma en imágenes la novela homónima de José Ángel Mañas. Pero ha sido en los últimos años cuando el género ha logrado sus mayores éxitos con Barrio de Fernando León de Aranoa, El Bola, de Achero Mañas, o Siete vírgenes, de Alberto Rodríguez. Destacar también las películas Volando voy de Miguel Albaladejo, que volvía a los años setenta para contar la vida del Pera —un mítico delincuente juvenil finalmente reinsertado en la sociedad— y 15 días contigo de Jesús Ponce que narra las dificultades de dos personas que residen en la calle y sus dificultades para integrarse en la sociedad de consumo.

### Cine castrense
El cine castrense era un cine muy típico durante el régimen franquista en las que se hacía alta exaltación patriótica. Este género tuvo su primer éxito en 1948 con Botón de ancla, de Ramón Torrado, que tendría dos versiones más, una en los años sesenta y otra en los setenta. Siguiendo la estela de esta película la siguieron La trinca del aire o Héroes del aire del propio Torrado, y Los guardiamarinas de Pedro Lazaga, entre otras. En un plano menos serio que estas películas estaba Quince bajo la lona, que cuenta la historia de las Milicias Universitarias. Citaremos también películas como Recluta con niño o Cateto a babor, dos versiones de una misma historia y que trataban el tema del ahora desaparecido servicio militar con humor, siempre sin dejar de acabar con el tono patriótico propio de la época. Fuera de estas tendencias y de la época de apogeo del género está Morirás en Chafarinas, de Pedro Olea, sobre la novela homónima de Fernando Lalana.

### Cine deportivo
Salvo excepciones, como por ejemplo, La vieja música, del director Mario Camus, que trataba de baloncesto, aunque solo superficialmente, y la película oficial de los Juegos Olímpicos de Barcelona de 1992 titulada Maratón y dirigida por Carlos Saura, o 42 segundos (2022) de Àlex Murrull y Dani de la Orden sobre el waterpolo en las Olimpiadas, la mayoría de películas españolas sobre deportes han sido de fútbol o de boxeo.
Fútbol
La primera película sobre fútbol que merece ser nombrada es de 1943, ¡Campeones!, dirigida por Ramón Torrado y donde trabajaban leyendas del fútbol español de la época como Ricardo Zamora, Guillermo Gorostiza o Jacinto Quincoces entre otros. Esta película sería la primera de un género en la que las principales figuras del fútbol español intervendrían tanto como protagonistas como en cameos. Así Los ases buscan la paz, de Arturo Ruiz Castillo, narraba la historia de Kubala y la Saeta rubia de Javier Setó era una película homenaje a Alfredo Di Stéfano, pero la película que marcaría el género sería Once pares de botas, en la que a pesar del cameo de muchas estrellas del balompié de la época, narra la historia ficticia de un jugador desde su llegada a primera división hasta convertirse en internacional. El género acabó con La batalla del domingo, una película en la que una vez más aparecían todas las figuras futbolísticas de la época.
El fútbol vio otras vías, la comedia, por un lado una trama de enredo de confusión entre personas como el fenómeno de José María Elorrieta, Los económicamente débiles de Pedro Lazaga, que era una comedia costumbrista ambientada de un equipo de primera regional. Tras el final de la fiebre del fútbol de los años cincuenta a finales de los sesenta será Mario Camus quien dirija Volver a vivir, una película ambientada en el mundo del fútbol, que en este caso narra la segunda oportunidad que se le brinda a una antigua estrella de fútbol al obtener el puesto de entrenador de un equipo de segunda división. En los años setenta el fútbol pasa a un segundo plano, y pocas películas tratan el tema. Se pueden recoger un par de títulos, Las Ibéricas F.C. de Pedro Masó y Jenaro el de los 14 de Mariano Ozores; la primera narra la historia en tono cómico de un equipo de fútbol femenino y la segunda no es más que una comedia encuadrada dentro del landismo sobre cómo le cambiaba la vida a un hombre agraciado con el premio de la quiniela.
En los noventa el fútbol sería representado en una comedia de la trilogía hispana de La Cuadrilla titulada Matías, juez de línea. A principios del siglo XXI, Gonzalo Suárez rodó El portero, una tragicomedia ambientada en la posguerra. Días de fútbol, de David Serrano, y El penalti más largo del mundo, de Roberto Santiago, fueron comedias de éxito que utilizaban el fútbol como excusa para situaciones cómicas.
Boxeo
El boxeo, ha sido uno de los deportes más cinematográficos de la historia, no solo en el cine español sino en todo el cine universal. El cine español ha tocado al boxeo desde muchos puntos de vista, el cómico como en la comedia costumbrista de Pedro L. Ramírez, El Tigre de Chamberí (1958), protagonizada por José Luis Ozores y Tony Leblanc, o en No disponible (1968) con Alfredo Landa; o también desde el enfoque dramático del Nuevo Cine español en Young Sánchez (1963) de Mario Camus. O utilizando la fama del boxeador del momento para lanzar una película como en Cuadrilátero (1970) de Eloy de la Iglesia, donde el protagonista era José Legrá, Urtain el rey de la selva... o así (1969), de Manuel Summers, donde se contaba la vida del famoso peso pesado español, o El marino de los puños de oro (1968), protagonizada por Pedro Carrasco en una sátira un tanto incomprensible. El boxeo también ha aparecido en películas corales como Escuela de periodismo (1956), donde se narraban varias historias reales de boxeadores, entre otras la victoria de Fred Galiana del título europeo. El subgénero llegaría incluso a ser el eje de una película de Pajares y Esteso que parodiaba las películas de Rocky, Yo hice a Roque III (1980), dirigida por Mariano Ozores.
Posteriormente otras películas se han seguido acercando al mundo del boxeo de formas más o menos directas: A golpes (2005) de Juan Vicente Córdoba; Segundo asalto (2005) de Daniel Cebrián; Alacrán enamorado (2013) de Santiago A. Zannou, etc.